# Dezember 2018
Portal Geschichte | Portal Biografien | Aktuelle Ereignisse | Jahreskalender | Tagesartikel

◄ |
20. Jahrhundert |
21. Jahrhundert

◄ |
1980er |
1990er |
2000er |
2010er
| 2020er | 2030er | 2040er

◄ |
2014 |
2015 |
2016 |
2017 |
2018
| 2019 | 2020 | 2021 | 2022 | ►

◄ |
September 2018 |
Oktober 2018 |
November 2018 |
Dezember 2018 |
Januar 2019 |
Februar 2019 |
März 2019 |
►
Dieser Artikel behandelt tagesbezogene Nachrichten und Ereignisse im Dezember 2018.

## Tagesgeschehen

### Samstag, 1. Dezember 2018

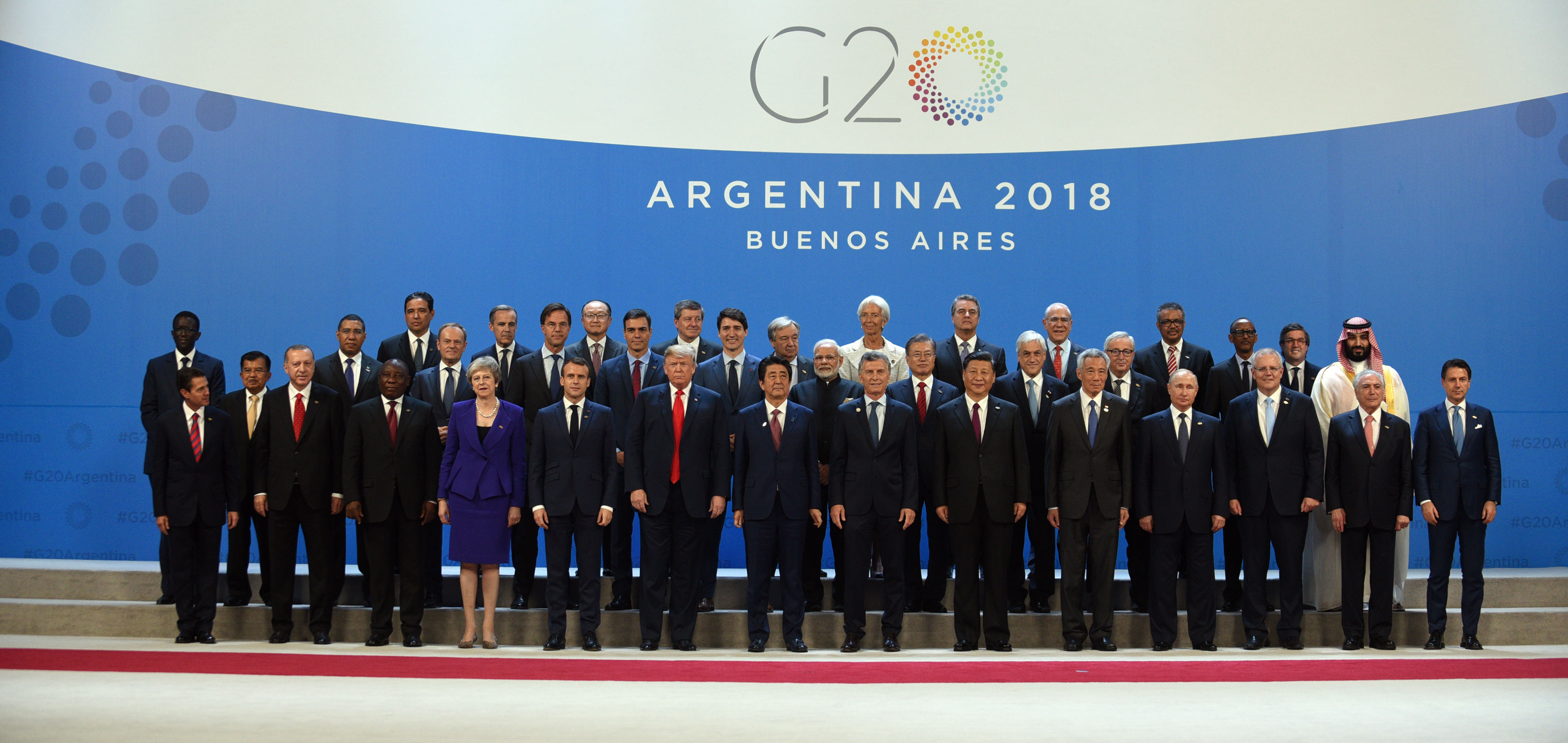
Teilnehmer des G-20-Gipfels in Argentinien 2018 ohne die deutsche Bundeskanzlerin Angela Merkel, die wegen eines Flugausfalls später eintraf

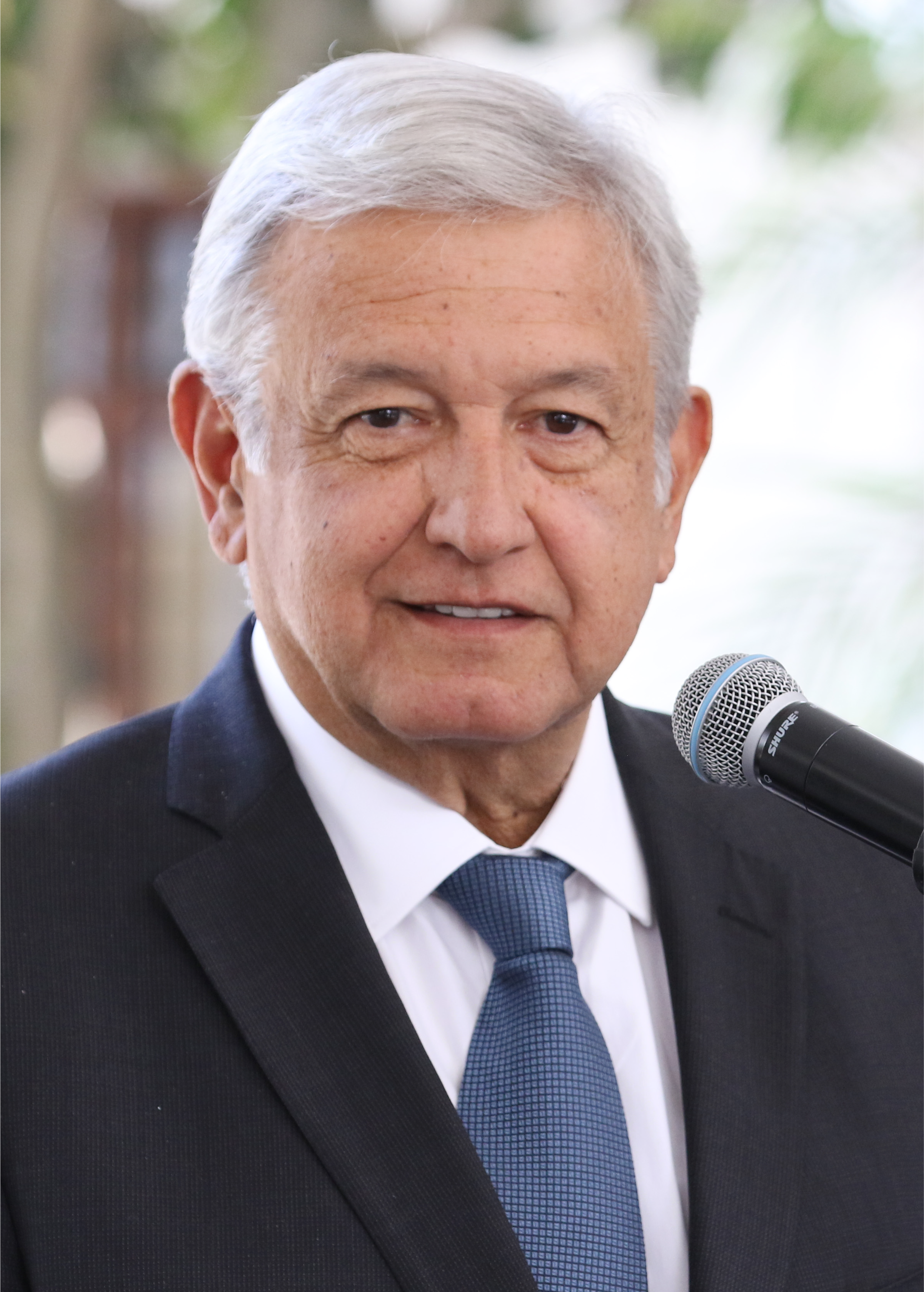
Amtsantritt des mexikanischen Präsidenten Andrés Manuel López Obrador

- Berlin/Deutschland: Die Bundesregierung gibt bekannt, dass in der Bundesrepublik 57.112 ausreisepflichtige Migranten ohne Duldung leben, während weitere 177.874 Migranten geduldet werden, obwohl sie ausreisepflichtig sind. Die Veröffentlichung der Zahlen folgt auf eine Anfrage der Politikerin Ulla Jelpke von der Partei Die Linke bei der Bundesregierung.[1]
- Buenos Aires/Argentinien: Der G20-Gipfel mit dem Abschlussdokument „Konsens für eine faire und nachhaltige Entwicklung aufbauen“, das die drei Prioritäten Zukunft der Arbeit, Infrastruktur für Entwicklung und Lebensmittelkontrolle behandelt, geht zu Ende. Im Vordergrund der Gespräche standen neue protektionistische Strategien in der Handelspolitik, die zum Konflikt zwischen den Vereinigten Staaten und der Volksrepublik China führten, sowie die Klimapolitik.[2]
- Bukarest/Rumänien: Feierlichkeiten mit mehreren Militärparaden zum 100. Jahrestag der Staatsgründung am 1. Dezember 1918 in Alba Iulia (Weißenburg). Mit dem Zerfall Österreich-Ungarns nach dem Ersten Weltkrieg und der Angliederung der vormals ungarischen Provinz Siebenbürgen und territorialen Zugewinn wurde das rumänische Gebiet um etwa ein Drittel vergrößert. Zahlreiche Menschen demonstrierten während des Jahrestages dabei in der Hauptstadt gegen die amtierende sozialdemokratische Regierung unter Ministerpräsidentin Viorica Dăncilă (PSD) und forderten wegen Korruptionsvorwürfen deren Rücktritt.[3]
- Guadalajara/Mexiko: Unbekannte Täter verüben einen Sprengstoffanschlag auf das Konsulat der Vereinigten Staaten und beschädigen eine Gebäudewand. Verletzt wird aber niemand. Im Internet drohte das Kartell Jalisco Nueva Generación das Konsulat anzugreifen.[4]
- Mexiko-Stadt/Mexiko: Der im Juni gewählte Politikwissenschaftler Andrés Manuel López Obrador vom Movimiento Regeneración Nacional wird in sein Amt als neuer Staatspräsident eingeführt. Er verspricht eine „friedliche Revolution“ in der Wirtschaftspolitik des Landes.[5][6]
- Paris/Frankreich: Bei mehreren Protestaktionen der Gelbwestenbewegung werden 130 Menschen verletzt, unter ihnen 23 Polizisten und mindestens 380 Festnahmen. Vermummte Demonstranten stürmten auch zum Arc de Triomphe de l’Étoile (Triumphbogen) am Champs-Élysées.[7]
- Vancouver/Kanada: Der Finanzvorstand Meng Wanzhou des chinesischen Telekommunikationskonzerns Huawei wird auf Antrag der US-amerikanischen Strafverfolgungsbehörden verhaftet.[8]

### Sonntag, 2. Dezember 2018
- Dublin/Irland: Die UEFA lost die Qualifikationsgruppen zur Fußball-EM 2020 aus. Die Schweiz aus dem stärksten Lostopf trifft u. a. auf Dänemark. Aus dem zweitstärksten Lostopf werden Deutschland und Österreich den „Gruppenköpfen“ Niederlande beziehungsweise Polen zugelost. Liechtensteins Top-Gegner ist Italien.[9]
- London/Vereinigtes Königreich: Premierministerin Theresa May kündigt an, dass sich Großbritannien aus dem militärischen Teil des Satellitenkommunikationssystems Galileo PRS (Public Regulated Service) zurückzieht, da britische Unternehmen infolge des Austritts aus der Europäischen Union (EU) nach Angaben der Europäischen Kommission nicht mehr beteiligt werden. Es gibt Planungen einer Zusammenarbeit mit Australien, Neuseeland und möglicherweise Kanada für ein alternatives Navigationssystem.[10]
- Sevilla/Spanien: Nach der Parlamentswahl in Andalusien erreicht die regierende Sozialistische Arbeiterpartei (PSOE) nur noch 33 der 109 Sitze im Parlament. Die PSOE bildete seit 1982 sämtliche Regierungen der Autonomen Gemeinschaft Andalusien.[11]

### Montag, 3. Dezember 2018

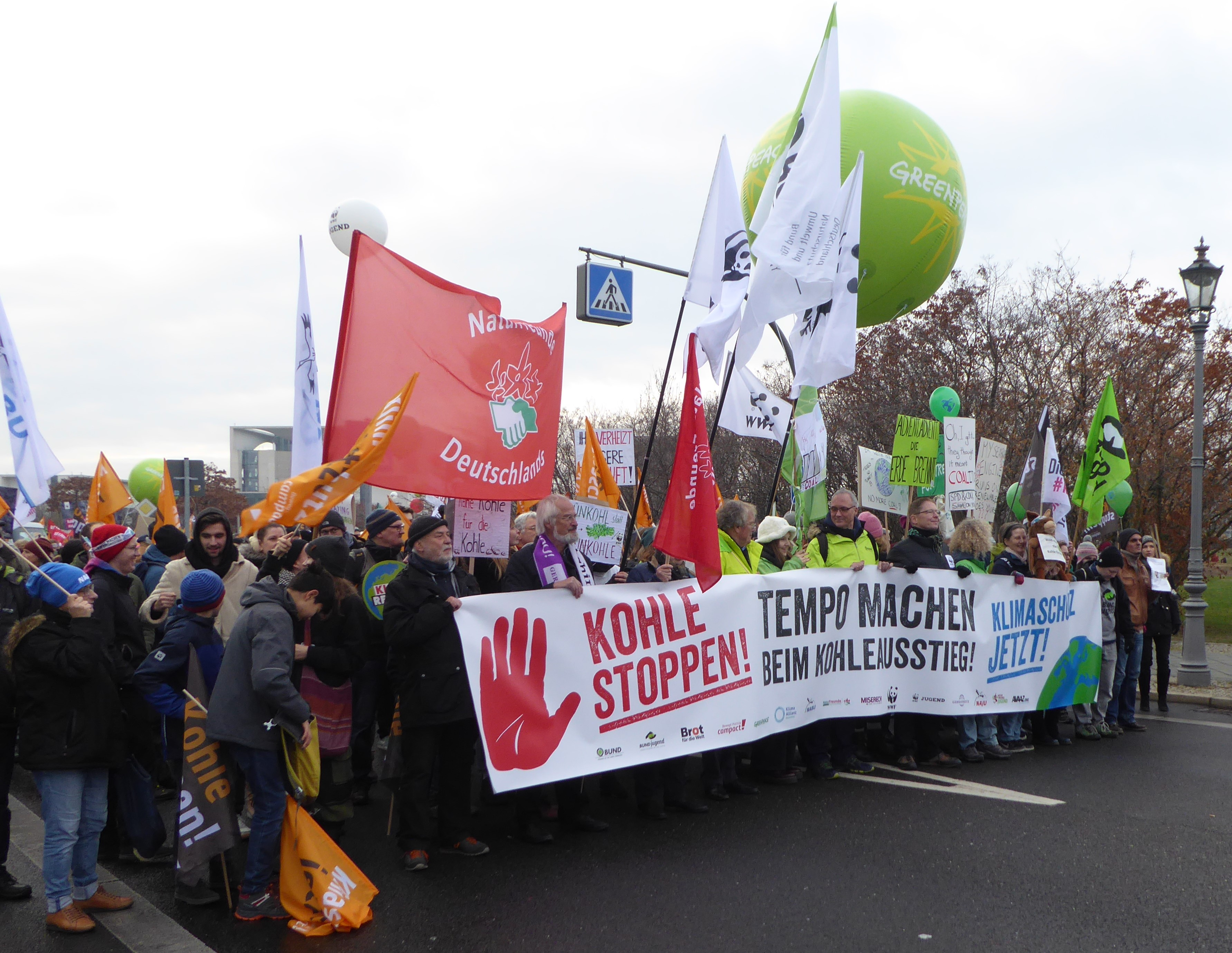
Demonstrationen im Vorfeld der UN-Klimakonferenz in Katowice am 1. Dezember 2018 in Berlin (und Köln): "Kohle Stoppen!" — "Klimaschutz jetzt!"

- Baikonur/Kasachstan: Das russische Raumschiff Sojus MS mit dem russischen Kosmonauten Oleg Kononenko (Roskosmos), der US-amerikanischen Astronautin Anne McClain (NASA) und dem kanadischen Astronauten David Saint-Jacques (CSA) startet erfolgreich zur Internationalen Raumstation (ISS) zur Ablösung der ISS-Expedition 57.[12]
- Berlin/Deutschland: Bei der Verleihung des Deutschen Reporterpreises wird der US-amerikanische Journalist Ronan Farrow für seine Recherchen im Zusammenhang mit den Vorwürfen gegen Harvey Weinstein wegen sexueller Übergriffe mit einem Sonderpreis für Investigation ausgezeichnet.
- Chemnitz/Deutschland: Das Zentrum für politische Schönheit unter Leitung von Philipp Ruch eröffnet ein „Recherchebüro Ost“ und ruft dazu auf, Teilnehmer an nicht genehmigten Demonstrationen in Chemnitz im Nachgang eines Tötungsdelikts im August zu „denunzieren“, so das Zentrum wörtlich, um deren Arbeitgeber über die Beteiligung der Arbeitnehmer an den Demonstrationen zu informieren.[13]
- Katowice/Polen: Die 24. UN-Klimakonferenz (bis 14. Dezember) (COP 24/CMP 14/CMA 1-3) beginnt offiziell. Im Mittelpunkt stehen Vereinbarungen, die das Erreichen des Zwei-Grad-Ziels ermöglichen sollen.[14]
- Paris/Frankreich: Der Kroate Luka Modrić und die Norwegerin Ada Hegerberg werden mit dem Ballon d’Or der Zeitschrift France Football als weltbeste Fußballer des Jahres 2018 ausgezeichnet.[15]

### Dienstag, 4. Dezember 2018
- Bonn/Deutschland: Die gemeinnützige Umweltorganisation und Think Tank Germanwatch veröffentlicht ihren jährlichen Globalen Klima-Risiko-Index und berichtet für das Jahr 2017 über besonders viele und heftige Wetterextreme mit hohen Schäden. Danach starben mehr als 11.500 Menschen durch Extremwetterereignisse und die Sachschäden beliefen sich auf umgerechnet 375 Milliarden US-Dollar, so die Autoren David Eckstein, Marie-Lena Hutfils und Maik Winges.[16][17]
- London/Vereinigtes Königreich: Der frühere Vorsitzende der UK Independence Party, Nigel Farage, gibt seinen Austritt aus der Partei bekannt.[18]

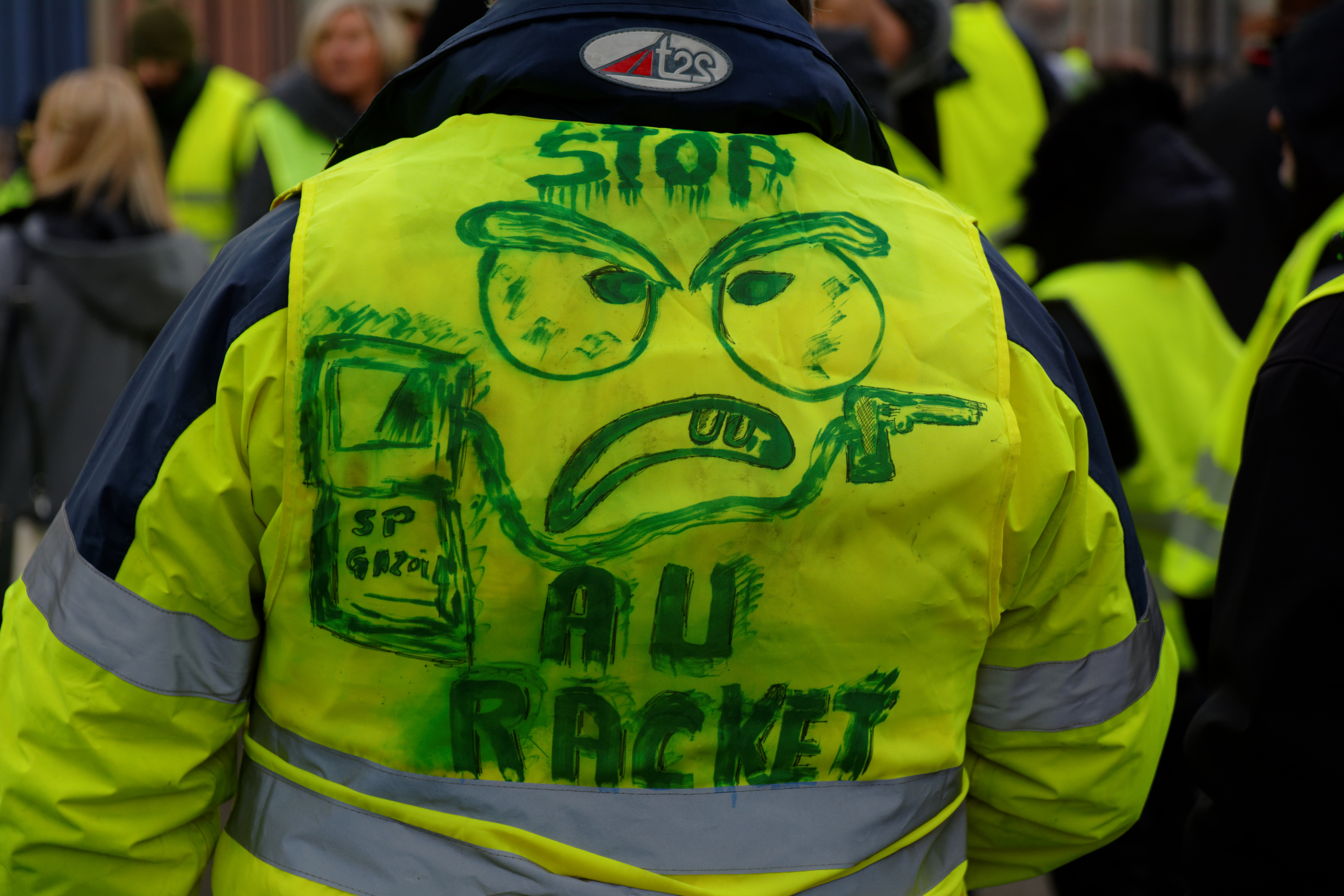
Gelbe Weste mit der Aufschrift: „Stoppt die Erpressung“

- Nürnberg/Deutschland: Der zweitägige 12. Digital-Gipfel zum diesjährigen Schwerpunktthema Künstliche Intelligenz (KI) geht zu Ende. Zur Sprache kommt auch das Thema Datenschutz. Hier sieht Bundeskanzlerin Angela Merkel (CDU) eine Gefahr für die Individualität der Nutzer, wenn Onlinedienst-Anbieter persönliche Daten unkontrolliert weiterverarbeiten.[19]
- Paris/Frankreich: Die Regierung setzt die Erhöhung der Steuern auf Dieselkraftstoff und Motorenbenzin aus. Die Ankündigung der Steuererhöhung führte im November zur Formierung der Gelbwestenbewegung, die in den letzten Tagen in schweren Krawallen resultierte.[20]

### Mittwoch, 5. Dezember 2018
- Bern/Schweiz: Die Vereinigte Bundesversammlung wählt den SVP-Politiker Ueli Maurer zum Bundespräsidenten für das Jahr 2019. Maurer hatte im Jahr 2013 bereits das Amt des Bundespräsidenten inne. Bei den Ersatzwahlen zum Bundesrat wird die FDP-Politikerin Karin Keller-Sutter und die CVP-Politikerin Viola Amherd zu neuen Bundesrätinnen gewählt.[21][22]
- Genf/Schweiz: Die Internationale Arbeitsorganisation (ILO) veröffentlicht einen Bericht über die steigende Anzahl von Arbeitsmigranten in der Welt. Von 277 Millionen Migranten weltweit arbeiten rund 164 Millionen Menschen in fremden Ländern. Rund 52,5 Millionen (32 %) der Arbeitsmigranten befinden sich in Europa.[23][24]
- Luxemburg/Luxemburg: Wiederwahl des Premierministers Xavier Bettel (DP) und Vereidigung der neuen Regierung.[25]

### Donnerstag, 6. Dezember 2018
- Berlin/Deutschland: Der Umbau des Bahnhofs Berlin Ostkreuz ist nach zwölf Jahren abgeschlossen. Die Kosten für die Bauarbeiten an dem Bahnhof mit der deutschlandweit höchsten Anzahl an Zughalten pro Tag belaufen sich auf circa 500 Millionen Euro.[26]
- Kiew/Ukraine: Der seit 1999 bestehende Freundschaftsvertrag zwischen Russland und der Ukraine mit der Verpflichtung nach Artikel 2 zur Wahrung der territorialen Integrität und der existierenden Grenzen läuft zum 1. April 2019 aus und wird von der Ukraine aufgrund der völkerrechtswidrigen Annexion der Krim durch Russland und dem russischen Krieg in der Ukraine seit 2014 nicht verlängert. Das Parlament stimmt einem Gesetzentwurf der Regierung mehrheitlich zu.[27]
- Nowo-Ogarjowo/Russland: Der russische Präsident Wladimir Putin sichert dem venezolanischen Präsidenten Nicolás Maduro bei seinem Staatsbesuch für Venezuela Finanzhilfen in Höhe von rund sechs Milliarden US-Dollar zu, davon fünf Milliarden US-Dollar für die Ölwirtschaft (Petróleos de Venezuela) und eine Milliarde für die Goldförderung des wirtschaftlich schwer angeschlagenen Landes. Maduro besteht darauf, dass nationale Goldexporte trotz der US-amerikanischen Sanktionen fortgeführt werden.[28]
- Okinawa/Japan: Bei einem Tankmanöver des United States Marine Corps kollidiert ein Mehrzweckkampfflugzeug vom Typ F/A-18D mit zwei Besatzungsmitgliedern über dem Meer mit einem Tankflugzeug KC-130J mit fünf Besatzungsmitgliedern. Zwei Soldaten konnten bislang gerettet werden. Neben den US-Streitkräften beteiligt sich Japan mit neun Flugzeugen und drei Schiffe am Unglücksort an der Rettungsaktion.[29]
- Paris/Frankreich: Bei landesweiten Demonstrationen von Schülern gegen härtere Auswahlkriterien beim Hochschulzugang und befürchtete Kürzungen kommt es zu schweren Ausschreitungen und rund 700 Festnahmen, darunter besonders in Bordeaux, Marseille und Paris. Mindestens 280 Bildungseinrichtungen wurden geschlossen. Für die geplanten Demonstrationen der Bewegung der „Gelbwesten“ am 8. Dezember 2018 ordnet die Regierung die Mobilisierung von weiteren 89.000 Sicherheitsbeamten an.[30][31]
- Rimbo/Schweden: Unter Vermittlung des UN-Sondergesandten des Generalsekretärs für den Jemen (OSESGY), Martin Griffiths, beginnen Friedensgespräche mit Vertretern der international anerkannten Regierung des Jemen und der Huthi-Rebellen. Dabei kommt es zu einer Vereinbarung über einen Gefangenenaustausch.[32]

### Freitag, 7. Dezember 2018

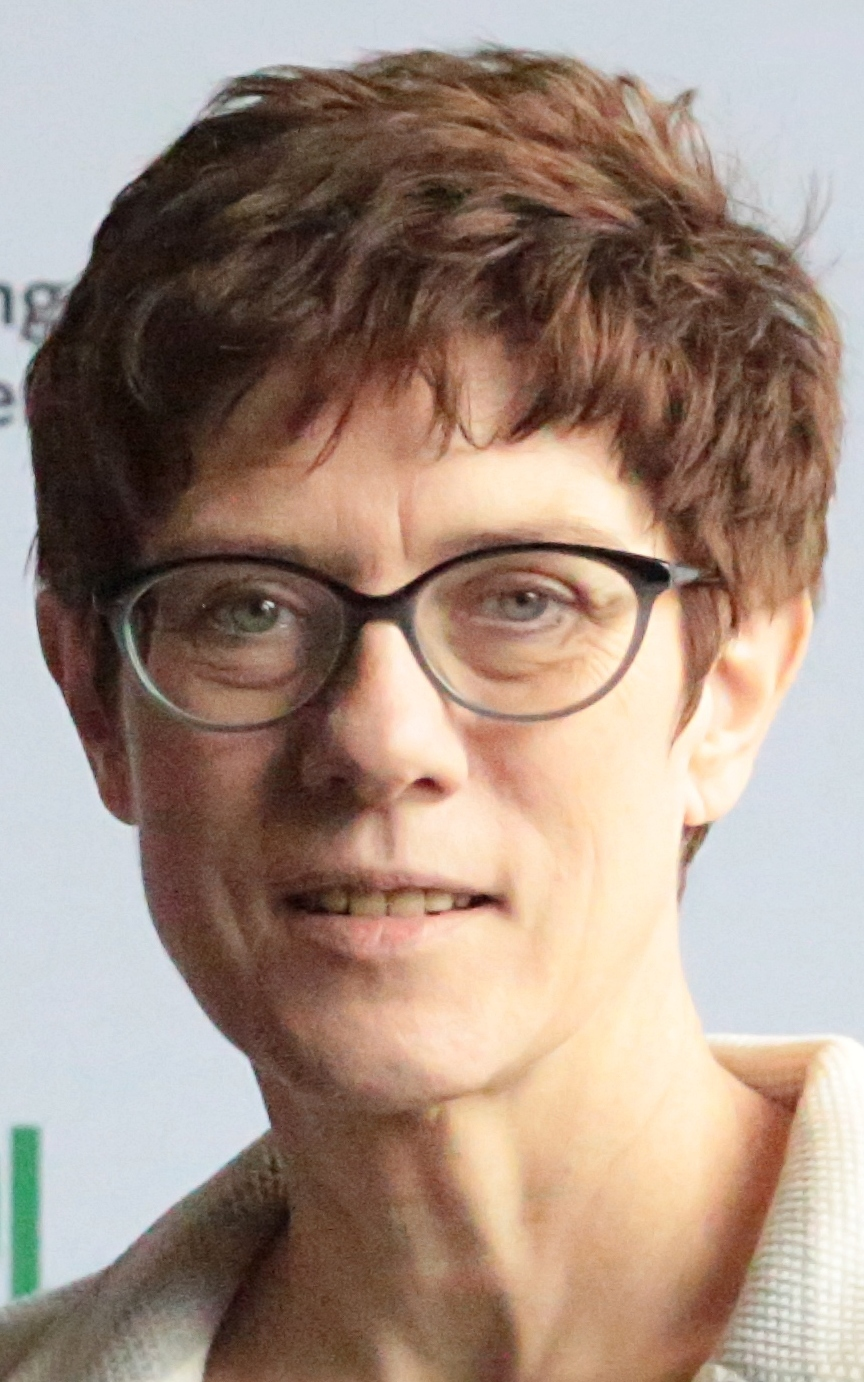
Annegret Kramp-Karrenbauer

- Ankara/Türkei: Auf Betreiben der Staatsanwaltschaft in Ankara verhaftet die Polizei landesweit 87 ehemalige Angehörige der türkischen Luftstreitkräfte, denen Verbindungen zur Gülen-Bewegung vorgeworfen werden. Die Staatsanwaltschaft in Izmir ordnete die Inhaftierung von 53 Menschen an. Die Staatsanwaltschaft in Istanbul fahndet nach 41 weiteren Verdächtigen der paramilitärischen Jandarma (Gendarmerie). Nach offiziellen Zahlen von Mitte November 2018 wurden seit 2016 rund 218.000 Menschen verhaftet und davon bisher 16.684 verurteilt. 14.750 Menschen befinden sich noch Untersuchungshaft. Mehr als 140.000 Menschen wurden aus dem Staatsdienst entlassen.[33]
- Bonn/Deutschland: Am Internationalen Pyro Action Day hat die Staatsanwaltschaft Köln in Zusammenarbeit mit dem Zollkriminalamt und mit acht Zollfahndungsämtern bundesweit 53 Wohnungen und Lagerstätten von illegalen Feuerwerkskörpern wegen des Verdachts eines Verstoßes gegen das Sprengstoffgesetz durchsucht. Bei der Aktion wurden in Deutschland 27.264 Feuerwerkskörper mit einer Explosivmasse von 315 Kilogramm beschlagnahmt. In Bad Berleburg wurden sieben Mehrfamilienhäuser evakuiert und das aufgefundene Material vor Ort in mehreren Sprengungen vernichtet, da es nicht transportfähig war. Europaweit gab es 57 vorläufige Festnahmen.[34]
- Hamburg/Deutschland: Beginn des zweitägigen 31. Parteitags der Christlich Demokratischen Union Deutschlands (CDU) mit der Neuwahl des Bundesvorstandes. Die CDU-Parteivorsitzende und Bundeskanzlerin Angela Merkel hat am 29. Oktober 2018 ihren Rücktritt vom Parteivorsitz bekanntgegeben. Zu den Kandidaten auf die Nachfolge gehören Annegret Kramp-Karrenbauer, Friedrich Merz und Jens Spahn. 999 der 1001 Delegierten geben im ersten Wahlgang Kramp-Karrenbauer 450 Stimmen, Merz 392 und Spahn 157 Stimmen. In der Stichwahl, in der eine einfache Mehrheit genügt, setzt sich Kramp-Karrenbauer mit 517 Stimmen gegen Merz mit 482 Stimmen durch und ist neue CDU-Bundesvorsitzende.[35][36]
- Hamburg/Deutschland: Die seit 1950 bestehende BR-Spielwaren mit 180 Mitarbeitern und 21 Filialen in Norddeutschland meldet beim Amtsgericht Hamburg Insolvenz an, nachdem am 30. November 2018 die Muttergesellschaft TOP-TOY A/S, ein gerichtliches Restrukturierungsverfahren in Dänemark eingeleitet und ein Rückzug aus Norddeutschland angekündigt hat.[37]
- Milagres/Brasilien: Schwer bewaffnete Täter einer Bande greifen eine Filiale der Banco do Brasil und eine Filiale der Banco Bradesco an. Es kommt zu Schusswechseln mit den Sicherheitskräften. Dabei werden 12 Menschen getötet, darunter sechs Geiseln.[38]
- München/Deutschland: Unter der Koordination von Europol erfolgten im Rahmen der Operation Green Heart von 3. bis 6. Dezember 2018 in 13 Staaten rund 300 Durchsuchungen. Ausgangspunkt der europaweiten Razzien wegen Falschgeldhandels war die Aushebung einer Falschgelddruckerei eines 32-jährigen Österreichers in Leoben durch das Bundeskriminalamt (BK) und das Landeskriminalamt Wien der über illegale Darknet-Marktplätze Eurobanknoten vertrieben und in den Zahlungsverkehr gebracht haben soll. In Deutschland koordinierte das Bayerische Landeskriminalamt (BLKA) 178 Durchsuchungen bei 160 Tatverdächtigen in allen 16 Bundesländern. Gegen 220 Tatverdächtige wurden ein Ermittlungsverfahren eingeleitet.[39]
- Wien/Österreich: Abschluss des Jahrestreffens der Organisation erdölexportierender Länder (OPEC) mit der Bekanntgabe der Förderquoten, die um 800.000 Barrel pro Tag gedrosselt werden, davon 500.000 Barrel durch Saudi-Arabien. Das nicht zur OPEC gehörende Russland beteiligt sich ebenfalls an einer Drosselung um rund 130.000 Barrel pro Tag, um höhere Preise zu erzielen. Bereits am 3. Dezember 2018 hatte der katarische Energieminister und Vorsitzende der staatlichen Qatar Petroleum, Saad Sherida Al-Kaabi, bekanntgegeben, dass Katar zum 1. Januar 2019 das Öl-Kartell verlassen wird. Katar ist seit 1961 Mitglied der OPEC.[40]

### Samstag, 8. Dezember 2018
- Corinaldo/Italien: Bei einer Massenpanik in dem Club Lanterna Azzurra, während eines Konzertes des Rappers Sfera Ebbasta, sterben sechs Menschen. Unter den Toten sind fünf Jugendliche im Alter von 14 bis 16 Jahren. 120 weitere Menschen wurden verletzt, darunter 10 schwer. Die Massenpanik wurde ausgelöst, als ein Besucher Reizgas versprühte. Laut Staatsanwaltschaft wurden zudem rund 1400 Karten für das Konzert verkauft, obwohl nur 870 Besucher zugelassen waren.[41]
- Hannover/Deutschland: Ende 2018 stellten die deutsche Brauerei Krombacher und der Automobilkonzern Daimler AG ihre Zusammenarbeit mit der Deutschen Umwelthilfe (DUH) ein. Beide Unternehmen betonten, dass diese Entscheidungen nicht mit der zu dieser Zeit in der Öffentlichkeit kontrovers diskutierten Frage von Fahrverboten für Dieselfahrzeuge im Zusammenhang stünden.[42][43] Die CDU beschloss auf ihrem Parteitag am 8. Dezember 2018 in Hamburg, die Gemeinnützigkeit der DUH prüfen zu lassen. Eine solche Prüfung wird unabhängig von diesem Beschluss jährlich vom zuständigen Finanzamt vorgenommen.[44] Weiter möchte die CDU dafür sorgen, dass der Verein keine Mittel mehr aus dem Bundeshaushalt erhält.[45]
- Kosmodrom Xichang/China: Eine Trägerrakete vom Typ Langer Marsch 3B startet im Rahmen des Mondprogramms der Volksrepublik China unter Leitung der CNSA am 8. Dezember nach Ortszeit und am 7. Dezember nach koordinierter Weltzeit ins Weltall. Die Mondsonde Chang'e-4 mit einem Roboterfahrzeug an Bord soll zum Neujahrstag auf der Mondrückseite landen.[46]
- Lissabon/Portugal: Zu ihrem Spitzenkandidaten bei der Europawahl 2019 wählen die Delegierten des Parteitags der Sozialdemokratischen Partei Europas (SPE) den einzigen zur Wahl stehenden Anwärter, den ehemaligen niederländischen Außenminister und derzeitigen EU-Kommissar für Bessere Rechtssetzung, interinstitutionelle Beziehungen, Rechtsstaatlichkeit und Grundrechtecharta Frans Timmermans von der niederländischen Partei der Arbeit.[47]
- Oran/Algerien: Der Papst-Gesandte Kardinal Giovanni Angelo Becciu nimmt die Seligsprechung von 19 Märtyrern vor, die während des algerischen Bürgerkriegs zwischen 1994 und 1996 Opfer islamistischen Terrors durch die GIA wurden. Darunter auch sieben 1996 ermordete französische Trappisten des Klosters Notre-Dame de l’Atlas von Tibhirine.[48][49]
- Paris/Frankreich: Bei erneuten Protestaktionen der Gelbwestenbewegung für soziale Gerechtigkeit und gegen die Reformpolitik von Staatspräsident Emmanuel Macron werden landesweit mindestens 1000 Menschen vorläufig verhaftet, darunter 600 in der Hauptstadt. Demonstranten errichteten auf den Champs-Élysées Barrikaden und zündeten Autoreifen an. Zahlreiche Geschäfte in der Hauptstadt haben geschlossen und der Verkehr ist eingeschränkt. Landesweit sind über 89.000 Polizisten im Einsatz, darunter auch gepanzerte Fahrzeuge der Nationalgendarmerie.[50]
- Paris/Frankreich: Im Kulturzentrum La Seine Musicale werden die Vorrundengruppen der Fußball-Weltmeisterschaft der Frauen 2019 ausgelost. Die deutsche Fußballnationalmannschaft der Frauen trifft dabei im Juni 2019 auf VR China, Spanien und Südafrika.[51]

### Sonntag, 9. Dezember 2018
- Brüssel/Belgien: Die Partei Neu-Flämische Allianz (N-VA) scheidet aus der von der Reformbewegung (MR) angeführten Regierungskoalition aus, nachdem Premierminister Charles Michel (MR) seine Absicht, den Globalen Pakt für eine sichere, geordnete und reguläre Migration der Vereinten Nationen in Marrakesch zu unterschreiben, bekräftigte.[52]
- Gallabat/Sudan: Bei einem Absturz eines Mehrzweckhubschraubers vom Typ Mi-17 nahe der Grenze zu Äthiopien kommt der Gouverneur des Bundesstaates al-Qadarif, Merghani Saleh, der Landwirtschaftsminister Omer Mohamed Ibrahim, Brigadegeneral Youssef al-Tayeb, der Nachrichtendienstoffizier Major Mohieddin Al Rayah (El-Rayah Mohy al-Din), der stellvertretende Polizeidirektor Al-Nur Ahmed Osman, der Leiter des Gouverneursbüros Magdi Hassan al-Nur sowie der Direktor der Grenzadministration Salah Al Khabir (Salah al-Khabeer), ums Leben.[53][54]
- Jerewan/Armenien: Neuwahl zur Nationalversammlung nach dem Rücktritt des seit Mai 2018 amtierenden Premierministers Nikol Paschinjan.[55] Seine Partei, die Mein-Schritt-Allianz, erhält 70,4 % der Stimmen, die Republikanische Partei, die bislang die Mehrheit im Parlament hielt, scheitert an der Fünf-Prozent-Hürde.[56]
- Lima/Peru: Eine große Mehrheit der Stimmberechtigten unterstützt das Verfassungsreferendum auf Initiative von Präsident Martín Vizcarra (PPK). Die geforderten Änderungen betreffen u. a. die Wiedereinführung des Senats, der zweiten Parlamentskammer bis zu den nächsten Parlamentswahlen 2021, das Verbot der direkten Wiederwahl in derselben Parlamentskammer (die Abgeordneten werden von einer in die andere Kammer wechseln können), die Neuorganisation des Richterernennungsgremiums Consejo Nacional de la Magistratura (CNM) und die Verschärfung der privaten Wahlkampffinanzierung für politische Parteien.[57]
- Madrid/Spanien: Im Estadio Santiago Bernabéu findet das Finalrückspiel um den Copa Libertadores zwischen River Plate und Boca Juniors statt, das River Plate mit 3:1 n. V. gewinnt.

### Montag, 10. Dezember 2018
- London/Vereinigtes Königreich: Premierministerin Theresa May vertagt die für den 11. Dezember geplante Abstimmung im House of Commons (Unterhaus) über das mit der Europäischen Union vereinbarte Austrittsabkommen (Brexit Deal) zur Gestaltung der Zeit nach dem für den 30. März 2019 vorgesehenen EU-Austritt des Vereinigten Königreichs angesichts einer drohenden Abstimmungsniederlage auf unbestimmte Zeit.[58]
- Marrakesch/Marokko: Zum Auftakt des zweitägigen Gipfeltreffens der Vereinten Nationen zum globalen Pakt für eine sichere, geordnete und reguläre Migration (UN-Migrationspakt) wird dieser von 164 Staaten angenommen. Einige Regierungen haben wegen Vorbehalten die Unterzeichnung abgelehnt oder eine Entscheidung verschoben, darunter jene von Australien, der Vereinigten Staaten, der Volksrepublik China, Israel, Japan, Südkorea, der Schweiz, der Dominikanischen Republik sowie der EU-Mitgliedstaaten Bulgarien, Estland, Italien, Lettland, Österreich, Polen, Slowakei, Tschechien, Ungarn.[59]
- Ubari/Libyen: Die staatliche Ölgesellschaft National Oil Corporation (NOC) gibt die Produktionseinstellung im Ölfeld El Sharara westlich von Ubari aufgrund eines "Falls höherer Gewalt" bekannt, dass von dem Joint Venture Akakus Oil Operations betrieben wird. An dem Unternehmen ist neben der libyschen NOC, Repsol (Spanien), Total (Frankreich), OMV (Österreich) und Equinor (Norwegen) beteiligt. Dies betreffe eine Förderquote von 315.000 Barrel pro Tag. Grund ist eine örtliche teils bewaffnete Protestbewegung (Anger of Fezzan), die bessere Bedingungen einfordern, einschließlich den Wiederaufbau von im Bürgerkrieg betroffenen Städten. Das Ölunternehmen kritisierte dabei das Verhalten der lokalen Miliz, die Petroleum Facilities Guard (PFG).[60]
- Washington, D.C./Vereinigte Staaten: Die US-Raumfahrtbehörde NASA gibt bekannt, dass die 1977 gestartete Raumsonde Voyager 2 am 5. November in etwa 17,85 Milliarden Kilometer Entfernung die Heliopause passiert und damit den interstellaren Raum erreicht hat.

### Dienstag, 11. Dezember 2018
- Campinas/Brasilien: Bei einem Amoklauf in der Catedral Metropolitana de Campinas tötet der 49-jährige Täter Euler Fernando Grandolpho während einer Messe mit zwei Revolvern mindestens vier Menschen und danach vor dem Altar sich selbst.[61]
- Maiquetía/Venezuela: Die russischen Luft- und Weltraumkräfte verlegen zwei strategische Bomber vom Typ Tu-160, einen schweren Militärtransporter An-124 und ein Langstreckenflugzeug IL-62 mit rund 100 Soldaten zum venezolanischen Luftwaffenstützpunkt Maiquetia nahe der Hauptstadt Caracas. Es ist nach Medienberichten eine Militärübung geplant.[62]
- Straßburg/Frankreich: Auf dem Christkindelsmärik (Weihnachtsmarkt) auf dem Kléberplatz kommt es zu einem Anschlag, bei dem der 29-jährige Täter Chérif Chekatt mindestens fünf Menschen tötet und weitere zehn verletzt. Der als Gefährder eingestufte Täter wurde von einem Soldaten im Rahmen der Opération Sentinelle angeschossen und flüchtete in den Stadtteil Neudorf. Die Sicherheitsbehörden schließen ein terroristisches Motiv nicht aus. Das Europäische Parlament wurde abgeriegelt.[63] Am 13. Dezember 2018 wird der Täter von einer Spezialeinheit der Polizei erschossen.
- St. Pölten/Österreich: Die Systemgastronomie- und Hotelkette Rosenberger-Restaurant mit Sitz in Loosdorf stellt beim Landesgericht einen Antrag auf Eröffnung eines Sanierungsverfahrens. Betroffen sind 17 österreichische Standorte mit mindestens 600 Mitarbeitern der Tochter Rosenberger Restaurant GmbH. Die Verbindlichkeiten werden mit rund 12 Millionen Euro beziffert. Gesellschafter der Rosenberger-Holding sind die Chinesen Jiang Haiping, Liu Xudon und Liu Wen-Yi.[64][65]

### Mittwoch, 12. Dezember 2018
- London/Vereinigtes Königreich: Premierministerin Theresa May übersteht ein Misstrauensvotum der Abgeordneten ihrer eigenen Partei im Unterhaus des Parlaments. Zu dem Votum kam es, weil eine Minderheit in der Fraktion das zwischen May und der Europäischen Union (EU) ausgehandelte Abkommen zur Gestaltung der Übergangszeit nach dem EU-Austritt des Vereinigten Königreichs ablehnt.[66][67]
- Straßburg/Frankreich: Das Europäische Parlament ratifiziert das Freihandelsabkommen EU-Japan (JEFTA), die Zustimmung des Rats der Europäischen Union steht noch aus. Das Parlament zeichnet außerdem den vom russischen Nachrichtendienst FSB inhaftierten ukrainischen Filmregisseur Oleh Senzow mit dem Sacharow-Preis aus.[68][69]

### Donnerstag, 13. Dezember 2018
- Ankara/Türkei: In der Nähe des Vorortbahnhofs Marşandiz an der Hochgeschwindigkeitsstrecke Ankara–Konya der staatlichen Eisenbahngesellschaft TCDD stoßen ein Schnellzug und eine Lokomotive zusammen. Mindestens neun Menschen kommen ums Leben, weitere 47 werden verletzt.[70]
- Cardiff/Vereinigtes Königreich: Mark Drakeford wird als neuer Erster Minister und damit als Regierungschef von Wales vereidigt.
- London/Vereinigtes Königreich: Im Alexandra Palace beginnt die 26. PDC World Darts Championship.
- Taishan/Volksrepublik China: Der erste EPR-Reaktor im Kernkraftwerk Taishan nahe Yaogu in der Provinz Guangdong beginnt den kommerziellen Betrieb. Das Kernkraftwerk wird durch ein Joint Venture der China General Nuclear Power Group (CGN) und der französischen Électricité de France (EDF) betrieben.[71]

### Freitag, 14. Dezember 2018
- Berlin/Deutschland: Der Sachverständigenrat deutscher Stiftungen für Integration und Migration, der u. a. von der Vodafone GmbH, der Volkswagen AG  und der Zeit-Stiftung finanziert wird, fordert die Bundesregierung auf, die Einwanderung ungelernter Personen aus Nicht-Mitgliedstaaten der Europäischen Union zu erleichtern. Nur eine Zuwanderung von jährlich 400.000 Personen könne das Potenzial an Erwerbspersonen sichern. Die Zeitung Die Welt weist darauf hin, dass bereits heute weniger Jobs für Ungelernte angeboten werden, als es auf diese Bewerber gibt.[72]
- Pristina/Kosovo: Das kosovarische Parlament hat auf Betreiben der Regierung von Ramush Haradinaj (AAK) einstimmig beschlossen, entgegen der UN-Resolution 1244, die bisherige leicht bewaffneten Sicherheitskräfte des Kosovo (FSK) zu den neuen Heeresstreitkräften des Landes, der Ushtria e Kosovës, mit einer Stärke von 5000 Soldaten auszubauen. Bei einer Militärparade nahmen auch 24 US-amerikanische Militärgeländefahrzeuge vom Typ HUMVEE teil, die zuvor geliefert wurden. Die serbische Premierministerin Ana Brnabić drohte am 7. Dezember 2018 mit einer militärischen Intervention: "Ich hoffe, dass wir niemals unsere Armee einsetzen müssen, aber zurzeit ist das eine der möglichen Optionen", so Brnabić. Der völkerrechtliche Status des Landes ist umstritten. Im Kosovo sind rund 4030 Soldaten der NATO-Militärmission KFOR, 4700 Polizisten der United Nations Interim Administration Mission in Kosovo (UNMIK) und rund 800 Einsatzkräfte der EULEX Kosovo im Einsatz.[73][74] UN-Generalsekretär Antonio Guterres kritisierte den Beschluss des Parlaments im Kosovo.[75]
- Wiesbaden/Deutschland: Die Gesellschaft für deutsche Sprache (GfdS) wählt durch eine Jury Heißzeit zum Wort des Jahres 2018. Auf Platz 2 und 3 folgen Funklochrepublik und Ankerzentren.[76]

### Samstag, 15. Dezember 2018

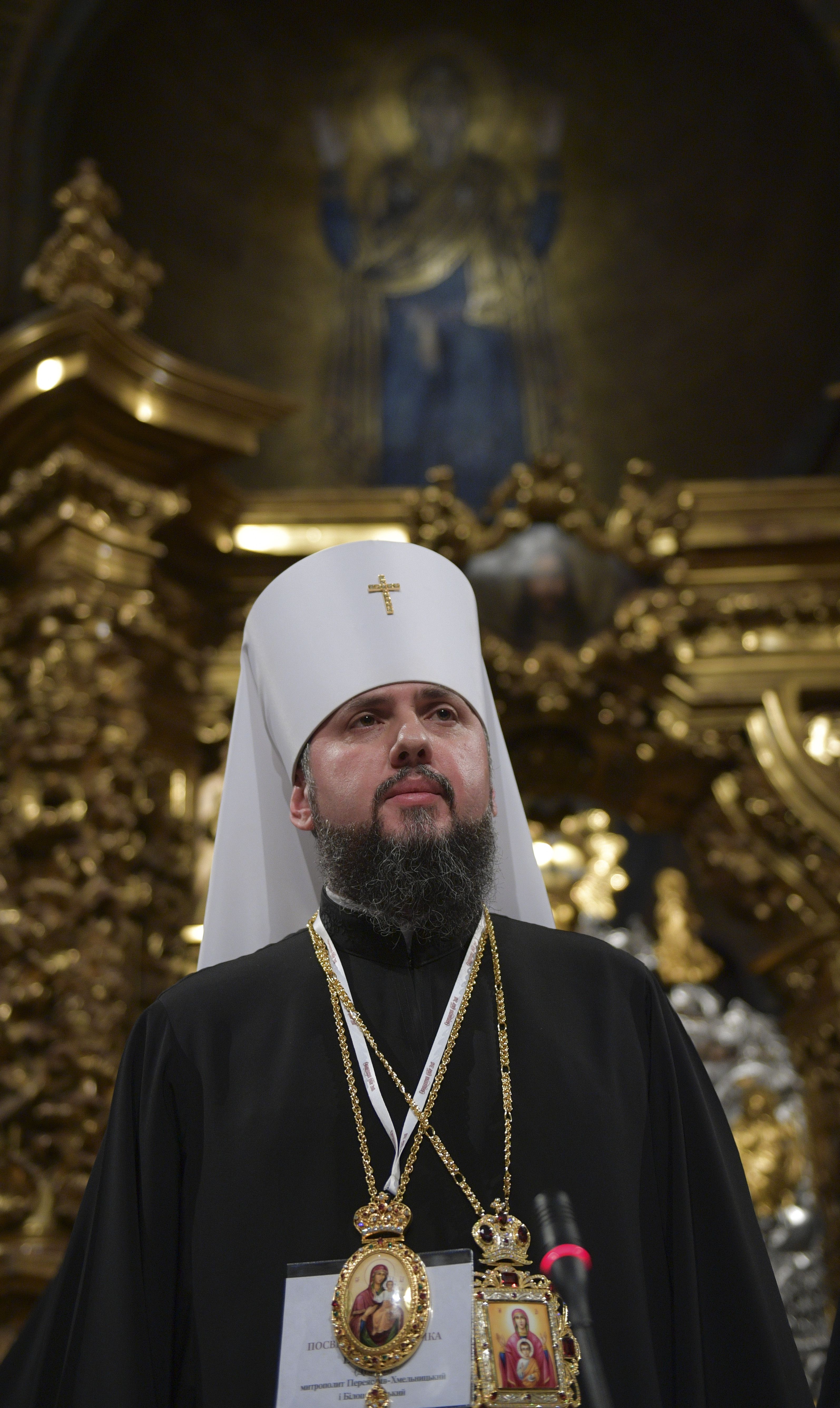
Epiphanius, Oberhaupt der neuen Orthodoxen Kirche der Ukraine

- Diriyya/Saudi-Arabien: Erstes Rennen der fünften FIA-Formel-E-Meisterschaft.
- Kiew/Ukraine: Nachdem am 11. Oktober 2018 in einer heiligen Synode unter Vorsitz des Patriarchen Bartholomeos I. das Ökumenische Patriarchat von Konstantinopel die Loslösung der Ukrainisch-Orthodoxen Kirche Moskauer Patriarchats innerhalb der Russisch-Orthodoxen Kirche von Russland bestätigt hat[77], wird in der Ukraine im Beisein von Staatspräsident Petro Poroschenko eine von Russland neue unabhängige Ukrainisch-Orthodoxe Landeskirche offiziell durch ein Konzil gegründet. Zu ihrem ersten Oberhaupt wird Metropolit Epiphanius gewählt. Sein Sitz ist das St. Michaelskloster in Kiew. Es wird erwartet, dass der Patriarch von Konstantinopel, Bartholomeos I., zu Beginn des orthodoxen Weihnachtsfests am 6. Januar 2019 der Kirche die Bulle (Tomos) über die Verleihung der kirchlichen Eigenständigkeit (Autokephalie) übergeben wird. Die Ukrainisch-Orthodoxen Kirche Moskauer Patriarchats boykottierte die Synode weitgehend. Sie bezeichnete die Versammlung als „illegal“ und untersagte ihren Geistlichen die Teilnahme.[78]
- Sakkara/Ägypten: Antikenminister Chaled al-Enani gibt offiziell die Entdeckung eines rund 4400 Jahre alten Grabmals des Hohepriesters Wahtye unter Pharao Neferirkare aus der altägyptischen 5. Dynastie im Alten Reich in der Pyramidenanlage Sakkara bekannt.[79]
- Sevilla/Spanien: Bei der Verleihung des Europäischen Filmpreises 2018 erhält die spanische Schauspielerin Carmen Maura den Preis für das Lebenswerk. Als bester europäischer Film wird Cold War – Der Breitengrad der Liebe von Paweł Pawlikowski ausgezeichnet.[80][81][82]

### Sonntag, 16. Dezember 2018
- Baden-Baden/Deutschland: Im Kurhaus werden die Sportler des Jahres 2018 ausgezeichnet. Diesjährige Sieger sind die Tennisspielerin Angelique Kerber, der Triathlet Patrick Lange und die Eishockeynationalmannschaft.
- Berlin/Deutschland: Im Grips-Theater werden Leyla Îmret und Ottmar Miles-Paul mit der Carl-von-Ossietzky-Medaille der Internationalen Liga für Menschenrechte ausgezeichnet.
- Bhubaneswar/Indien: Endspiel der Feldhockey-WM der Herren im Kalinga Stadium.
- Incheon/Südkorea: Mit den Grand Finals geht die ITTF World Tour im Tischtennis zu Ende. Sieger in den Einzeln sind der Japaner Tomokazu Harimoto bei den Männern sowie die Chinesin Chen Meng bei den Frauen.
- Jamaame/Somalia: Bei Luftangriffen der US-Streitkräfte werden nach Angaben des United States Africa Command (AFRICOM) mit Hauptquartier in Stuttgart (Deutschland) mindestens 62 Kämpfer der islamistischen Al-Shabaab-Miliz getötet worden. Bei vier Bombardements in der Nähe des Ortes Gandarshe nördlich von Jamaame werden am 15. Dezember mindestens 34 Kämpfer und bei zwei Angriffen am 16. Dezember mindestens 28 weitere getötet.[83]
- Paris/Frankreich: Im Endspiel der Handball-EM der Frauen in der AccorHotels Arena im Stadtteil Bercy setzt sich Frankreich mit 24:21 gegen Russland durch.

### Montag, 17. Dezember 2018
- Berlin/Deutschland: Das deutsche Bundesministerium der Finanzen und die Jewish Claims Conference (JCC) mit Sitz in New York, einigen auf eine symbolische Entschädigung für Überlebende der Kindertransporte in Form einer Einmalzahlung von 2500 Euro. Rund 10.000 jüdische Kinder wurden während des Nationalsozialismus nach der Reichspogromnacht am 9. November 1938 aus dem Deutschen Reich und den annektierten oder besetzten Gebieten in sichere Staaten gebracht, davon in den meisten Fällen zunächst nach Großbritannien. Der Kindertransportfonds wird nach Angaben der JCC am 1. Januar 2019 starten.[84]
- Berlin/Deutschland: Der Parteivorstand der Sozialdemokratischen Partei Deutschlands (SPD) leitet ein drittes Parteiordnungsverfahren gegen Thilo Sarrazin ein. Nach Angaben von SPD-Generalsekretär Lars Klingbeil bildet die Grundlage ein Bericht einer Untersuchungskommission zu Sarrazins zuvor getätigten Äußerungen und Veröffentlichungen. Die Kommission sei zu dem Schluss gekommen, „dass Sarrazin Thesen propagiert, die mit den Grundsätzen der SPD unvereinbar sind, und der Partei schweren Schaden zufügt“. Sarrazin hatte zuvor erklärt, er fühle sich in der SPD „nach wie vor gut aufgehoben“.[85]
- Berlin/Deutschland: Der Bundesvorstand der Alternative für Deutschland (AfD) beschließt ein Parteiausschlussverfahren gegen die seit Juli 2017 amtierende Vorsitzende der AfD Schleswig-Holstein, Doris von Sayn-Wittgenstein und sie zugleich bis zur Entscheidung des zuständigen Schiedsgerichts von der Ausübung ihrer Parteiämter auszuschließen. Hintergrund für den Ausschluss sind Aktivitäten für den als rechtsextrem eingestuften Verein Gedächtnisstätte e. V. im thüringischen Guthmannshausen, für den Sayn-Wittgenstein am 18. Dezember 2014 in einem werbenden Schreiben um Unterstützung geworben haben soll.[86][87][88]
- Brüssel/Belgien: Die Europäische Kommission verhängt gegen das staatliche Energieversorgungsunternehmen Bulgarian Energy Holding (BEH Group), sowie deren Gasversorgungstochter Bulgargaz und die Gasinfrastrukturtochter Bulgartransgaz eine Geldbuße von rund 77,07 Millionen Euro, weil diese zwischen 2010 und 2015 ihren Wettbewerbern unter Verstoß gegen die EU-Kartellvorschriften den Zugang zu wesentlicher Gasinfrastruktur in Bulgarien verwehrt habe.[89] Außerdem verhängt die Kommission ein Bußgeld über 30,9 Millionen Euro an das US-amerikanische Modeunternehmen Guess aufgrund des Verstoßes von EU-Wettbewerbsvorschriften, da Guess durch Geoblocking von Online-Werbung damit Online-Verkäufe an Verbraucher verhinderte.[90]
- Cambridge/Vereinigte Staaten: Das Minor Planet Center vergibt eine provisorische Bezeichnung für das transneptunische Objekt 2018 VG18, das zu diesem Zeitpunkt am weitesten von der Sonne entfernte Objekt, das je beobachtet wurde.
- New York City/Vereinigte Staaten: Auf der Generalversammlung der Vereinten Nationen nehmen 181 von 193 Mitgliedstaaten den rechtlich nicht bindenden Globalen Pakt für Flüchtlinge (GCR), auch UN-Flüchtlingspakt genannt, offiziell an.[91]
- Paris/Frankreich: Wirtschafts- und Finanzminister Bruno Le Maire gibt überraschend die Einführung einer Digitalsteuer ab 1. Januar 2019 bekannt, in der neben der Umsatzbesteuerung, auch die Werbeeinnahmen und der Verkauf persönlicher Daten besteuert werden und soll zu Mehreinnahmen von rund 500 Millionen Euro pro Jahr führen. Zugleich setzt die französische Regierung unter Präsident Emmanuel Macron weiterhin auf eine Digitalsteuer innerhalb der Europäischen Union (EU). Die Digitalsteuer betreffe vor allem die US-amerikanischen Internetkonzerne wie Google, Apple, Facebook und Amazon (allgemein auch als GAFA bezeichnet). So hat Facebook in Frankreich rund 39 Millionen Abonnenten und erzielt einen Umsatz von 850 bis 950 Millionen Euro, zahlt derzeit aber nur Steuern in Höhe von 1,9 Millionen Euro und beschäftigt in der französischen Tochtergesellschaft nur 108 Mitarbeiter. Google zahlte in Frankreich bislang 14 Millionen Euro und beschäftigt rund 639 Mitarbeiter.[92][93]
- Piräus/Griechenland: Bei einem Bombenanschlag in der Nacht auf das Gebäude des privaten Fernsehsenders Skaï TV und der Morgenzeitung Kathimerini im Stadtteil Neo Faliro kam es zu schweren Sachbeschädigungen. Zuvor warnte ein anonymer Anrufer den Sender ANT1 vor dem Anschlag. Der TV-Sender und die Zeitung gehören zur Skaï-Group, deren Eigentümer der griechische Reeder Giannis Alafouzos ist. Die Polizei ist mit Antiterroreinheiten vor Ort und ermittle in Richtung griechischer Linksextremisten.[94][95]
- Zürich/Schweiz: Der Energie- und Automatisierungstechnikkonzern ABB verkauft im Rahmen der Transformation des Konzerns seine Stromsparte (Power Grids) zu 80,1 Prozent im Wert von rund 7,8 Milliarden US-Dollar an den japanischen Elektrotechnik- und Maschinenbaukonzern Hitachi. ABB behält vorerst 19,9 Prozent an der herausgelösten Stromnetzsparte, besitzt aber eine Option zum Verkauf dieses Anteils nach drei Jahren. Betroffen hiervon sind rund 36.000 Mitarbeiter. An Hitachi geht auch die ABB Semiconductors mit Produktionsstätte in Lenzburg.[96][97]

### Dienstag, 18. Dezember 2018
- Genf/Schweiz: Der UN-Sondergesandte für Syrien, Staffan de Mistura, und die Außenminister Russlands, des Iran und der Türkei geben die Einrichtung eines 150-köpfigen Ausschusses bekannt, der für das seit 2011 durch einen Bürgerkrieg schwer getroffene Land eine neue Verfassung ausarbeiten soll. Er soll Anfang 2019 in Genf seine Arbeit aufnehmen.[98]

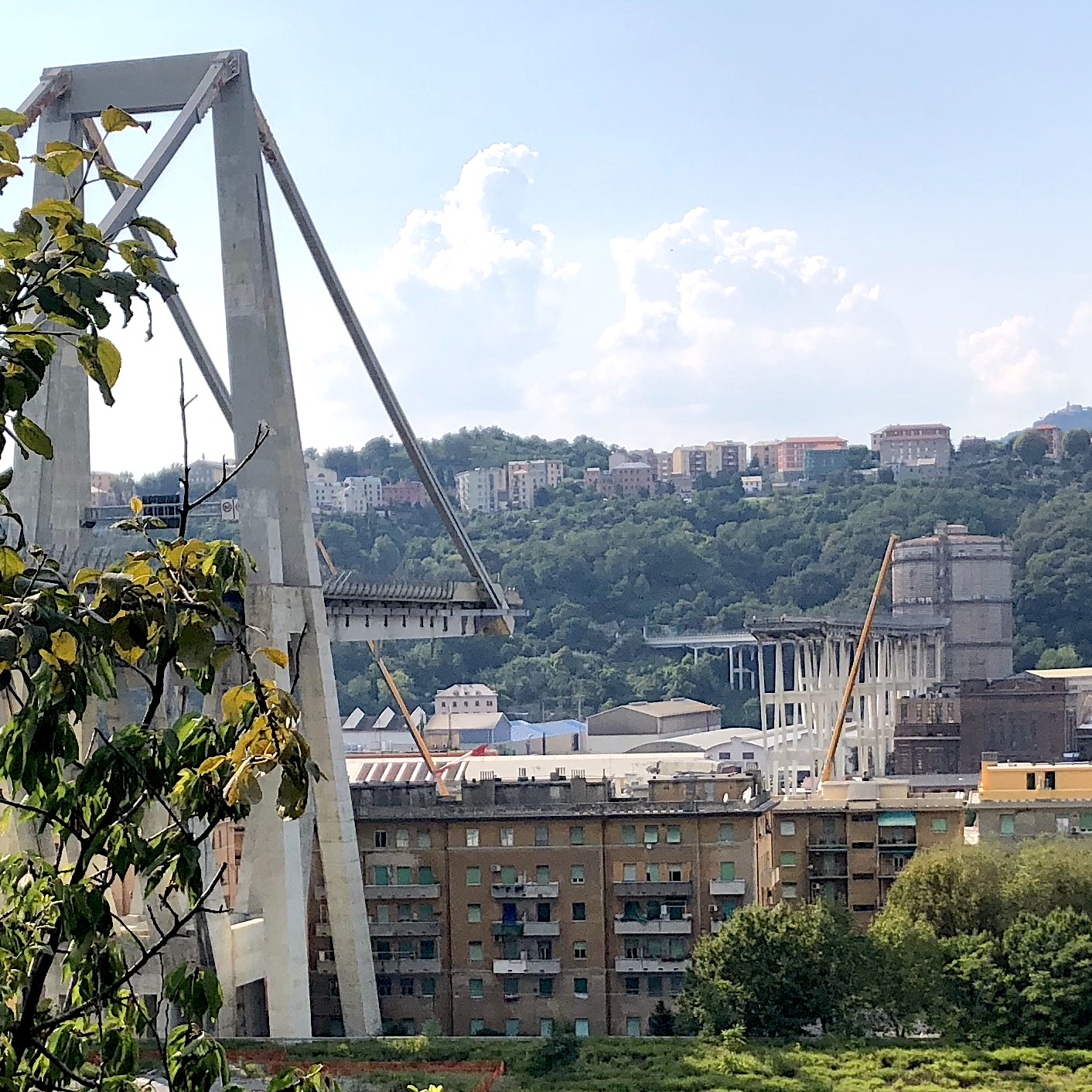
Der teileingestürzte Polcevera-Viadukt in Genua

- Genua/Italien: Der Architekt Renzo Piano erhält den Auftrag, den Wiederaufbau des im August 2018 eingestürzten Polcevera-Viadukts zu koordinieren. Die neue Brücke soll Ende 2019 fertiggestellt sein.[99]
- al-Hudaida/Jemen: In der am Roten Meer gelegenen Hafenstadt tritt, nach Vermittlung der Vereinten Nationen, ein Waffenstillstand zwischen den Huthi-Rebellen, die sie im Zuge des jemenitischen Bürgerkrieges 2014 eingenommen hatten, und den von mehreren anderen Staaten unterstützten Regierungstruppen in Kraft.[100]
- Beringmeer/Russland: Ein mehrere Meter großer Meteor explodiert 26 km über dem Beringmeer in der Nähe der Halbinsel Kamtschatka.[101]

### Mittwoch, 19. Dezember 2018
- Antananarivo/Madagaskar: Zweite Runde der Präsidentschaftswahl
- Hamburg/Deutschland: Das  Nachrichtenmagazin Der Spiegel gibt bekannt, dass der mehrfach ausgezeichnete deutsche Journalist Claas Relotius „in großem Umfang eigene Geschichten manipuliert“ habe. Die Fälschungen wurden aufgedeckt, weil der Spiegel-Reporter Juan Moreno, der gemeinsam mit Relotius an der Reportage „Jaegers Grenze“ über eine US-Bürgerwehr an der Grenze zwischen Mexiko und den USA gearbeitet hatte, im November 2018 Unstimmigkeiten im Text bemerkte, Angaben überprüfte und seinen Verdacht der Ressortleitung mitteilte. Relotius gab zwischenzeitlich alle seine Preise zurück. Der Spiegel recherchiert alle bisher veröffentlichten Texte erneut auf ihren Wahrheitsgehalt und konnte weitere Betrugsfälle und Unstimmigkeiten feststellen, darunter Berichte aus dem syrischen Bürgerkrieg oder bei einem Interview mit Traute Lafrenz am 28. September 2018.[102]
- London/Vereinigtes Königreich: Um 21 Uhr GMT wurde der Flugbetrieb auf dem Gatwick Airport vorübergehend eingestellt. Wiederholt wurden eine oder mehrere Drohnen über dem Flughafengelände gesichtet. Die Drohnen werden anscheinend gezielt zur Behinderung des Flugbetriebs eingesetzt. Am Folgetag war kurzzeitig ein Flugbetrieb morgens um 3 Uhr für etwa 45 Minuten möglich. Danach wurde der Flugverkehr erneut eingestellt, da wieder mindestens eine Drohne gesichtet wurde. Zur Unterstützung der Suche nach den Betreibern der offenbar professionellen Drohnen wurde der National Police Air Service und die britischen Streitkräfte beigezogen.[103][104][105] Am 21. Dezember 2018 werden zwei Tatverdächtige festgenommen.
- Washington, D.C./Vereinigte Staaten: Die US-amerikanische Regierung kündigt den Rückzug der US-amerikanischen Streitkräfte aus Syrien an. Zuletzt waren rund 2000 US-Soldaten im Einsatz gegen den Islamischen Staat (IS) und zur Unterstützung der Demokratischen Kräfte Syriens.

### Donnerstag, 20. Dezember 2018
- Doha/Katar: Der Deutsche Joshua Filler gewinnt die Weltmeisterschaft im 9-Ball-Billard. Im Finale besiegt er Carlo Biado von den Philippinen.
- Schesqasghan/Kasachstan: Der deutsche ESA-Astronaut Alexander Gerst kehrt gemeinsam mit seinen Raumfahrerkollegen Sergei Walerjewitsch Prokopjew (Roskosmos) und Serena Auñón-Chancellor (NASA) von der Internationalen Raumstation zurück. Die Sojus MS-09 landet planmäßig um 06:02 MEZ in der kasachischen Steppe.[106]
- Washington, D.C./Vereinigte Staaten: Der US-amerikanische Verteidigungsminister James Mattis hat seinen Rücktritt für Ende Februar 2019 angekündigt. Der US-Präsident kann jetzt einen Verteidigungsminister ernennen, dessen Ansichten mehr auf seiner Linie liegen, so Mattis. US-Präsident Donald Trump gab am 23. Dezember 2018 bekannt, dass der bisherige stellvertretende Verteidigungsminister Patrick Shanahan zum 1. Januar 2019 das Amt übernehmen werde.

### Freitag, 21. Dezember 2018
- Berlin/Deutschland: Das deutsche Unternehmen Delivery Hero verkauft seine Essenslieferdienste Foodora, Lieferheld und pizza.de in Deutschland für rund 930 Millionen Euro an den niederländischen Mitbewerber Takeaway.com, der bereits das Portal Lieferando.de betreibt. Delivery Hero beteiligt sich im Zuge des Verkaufs mit rund 18 Prozent an Takeaway.com.[107]

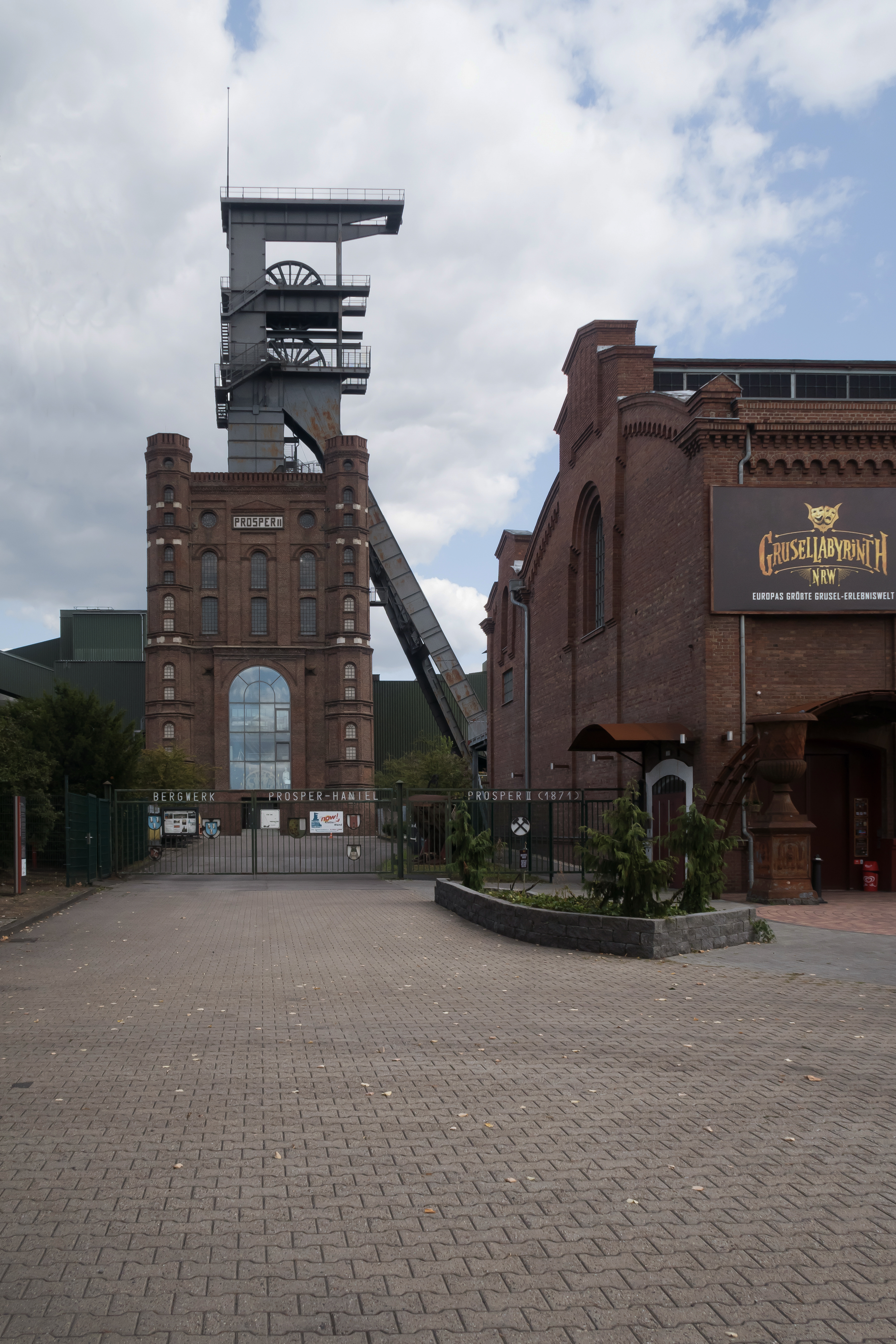
Bergwerk Prosper-Haniel

- Bottrop/Deutschland: Das letzte aktive Steinkohlen-Bergwerk in Deutschland, das Bergwerk Prosper-Haniel, wird geschlossen. Die letzte Kohle wurde am 14. September 2018 im Regelbetrieb gefördert.[108]
- Erlenbach/Deutschland: Das mittelständische und inhabergeführte Energieunternehmen Deutsche Energie GmbH (DEG) (vormals von 2011 bis Ende 2014 Firmierung als envitra Energie) mit Sitz in Erlenbach bei Heilbronn muss Insolvenz anmelden, nachdem eine Kündigung der Bilanzkreisvertrages durch den Übertragungsnetzbetreiber Tennet TSO erfolgte. Zuletzt folgte dem auch der Netzbetreiber 50Hertz Transmission. Alle rund 50.000 betroffenen Kunden erhalten seitdem die gesetzliche Ersatzversorgung mit Energie (Strom, Erdgas) des jeweiligen Grundversorgers.[109]
- Hannover/Deutschland: Nach Daten der Deutschen Stiftung Weltbevölkerung (DSW) werden zu Beginn des neuen Jahres 7.674.575.000 Menschen auf der Erde leben. Besonders stark wächst die Bevölkerung in Afrika. Dort wird sie sich nach aktuellen Prognosen der Vereinten Nationen von heute rund 1,3 Milliarden Menschen auf voraussichtlich rund 2,5 Milliarden im Jahr 2050 fast verdoppeln.[110]
- Stonava/Tschechien: Bei einer Schlagwetterexplosion im Steinkohlebergwerk Důl ČSM des staatlichen Betreibers OKD (Ostravsko-karvinské doly) kommen 13 Bergleute ums Leben, darunter 11 polnische Staatsangehörige.[111]
- Kiel/Deutschland: Die schleswig-holsteinische Landesregierung erteilt die Abrissgenehmigung für das Kernkraftwerk Brunsbüttel. Der vollständige Rückbau soll rund 15 Jahre dauern.[112]

### Samstag, 22. Dezember 2018
- Abu Dhabi/Vereinigte Arabische Emirate: Im Endspiel der FIFA-Klub-WM im Zayed-Sports-City-Stadion gewinnt der spanische Verein Real Madrid mit 4:1 gegen den al Ain Club aus den Vereinigten Arabischen Emiraten.

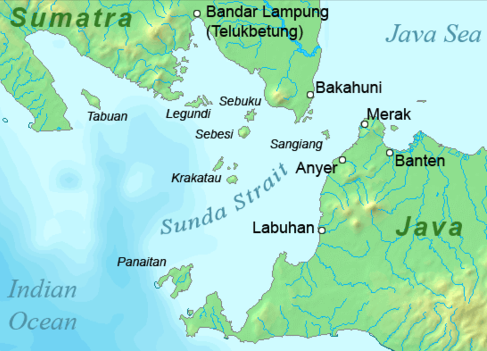
Die wichtigsten Siedlungszentren an der Sundastraße

- Bandar Lampung, Banten/Indonesien: Der in der Meerenge zwischen Java und Sumatra gelegene Vulkan Anak Krakatau bricht aus und löst einen Erdrutsch aus, in dessen Folge gewaltige Wassermassen die Küsten der anliegenden indonesischen Inseln überschwemmen. Bei dem Tsunami auf Java und Sumatra kommen mindestens 429 Menschen ums Leben und 1485 werden verletzt. 154 Menschen werden zudem noch vermisst. Über 430 Häuser, neun Hotelanlagen, zehn Schiffe und Dutzende Autos werden beschädigt.[113][114]
- Berlin/Deutschland: Das Gesetz, das es intersexuellen Menschen ermöglicht, im Geburtenregister mit der Option „divers“ als drittes Geschlechtsmerkmal eingetragen zu werden, tritt in Kraft.[115]
- Managua/Nicaragua: Einem der letzten unabhängigen Fernsehsender im Land, 100% Noticias (Canal 15), wird von der Regierung unter Daniel Ortega (FSLN) die Sendelizenz entzogen. Der Direktor und Journalist Miguel Mora Barberena wurde verhaftet, ebenso die Journalistin Lucía Pineda. Ihnen werden Terrorismus und Hetze vorgeworfen.[116][117]
- Mogadischu/Somalia: Bei zwei Selbstmordanschlägen der islamistischen al-Shabaab-Miliz werden durch Autobomben nahe dem Nationaltheater und an einer Kreuzung nahe dem Präsidentenpalast mindestens 13 Menschen getötet und weitere 17 verletzt.[118]
- Washington, D.C./Vereinigte Staaten: Mit einer Haushaltssperre wird die Arbeit der Regierung und zahlreicher Bundesbehörden teilweise lahmgelegt (Government Shutdown). Die Demokratische Partei sperrt sich dabei im Kongress gegen einen Gesetzentwurf der Republikanischen Partei über den Haushaltsposten von mehr als fünf Milliarden US-Dollar für den Bau einer Mauer an der Grenze zu Mexiko.[119]
- Wien/Österreich: Staatspräsident Alexander Van der Bellen kündigt in einem Tagesbefehl als Oberbefehlshaber des Bundesheeres an, bei den Budgetverhandlungen 2019 darauf zu achten, dass die Regierung die notwendigen Ressourcen zur Verfügung stellt und der "verfassungskonforme Zustand des Bundesheeres wiederhergestellt" wird.[120]

### Sonntag, 23. Dezember 2018
- Berlin/Deutschland: Auf dem seit 2006 von der damaligen CDU/CSU/SPD-Bundesregierung bei der Deutschen Bundesbank (Bundeskasse Halle) eingerichteten Sonderkonto des Bundesfinanzministeriums zur Tilgung der Staatsschulden sind im Zeitraum von 1. Januar bis 6. Dezember 2018 durch Bürger freiwillige Geldeinzahlungen in Höhe von 609.822,69 Euro eingegangen. Dieser Betrag ist höher als alle freiwilligen Überweisungen, die zwischen der Kontoeröffnung 2006 und dem Jahresende 2017 getätigt wurden. Bis Mai 2018 gliederte sich Zahlungen auf 16 Einzelspenden.[121]
- Budapest/Ungarn: Aufgrund der Untersuchungsergebnisse von Dopingproben, die bei den Olympischen Spielen 2012 in London genommenen wurden, suspendiert der  Weltverband IWF die Gewichtheber Oleksij Torochtij (Ukraine), Ruslan Nurudinov (Usbekistan), Valentin Xristov (Aserbaidschan), Meline Dalusjan (Armenien) und Mikalaj Nowikau (Weißrussland).[122]
- Mogadischu/Somalia: Die Regierung verbietet landesweit Weihnachtsfeiern außerhalb privater Räume. Nach Ansicht der Regierung gefährdet das öffentliche Feiern des Festes die islamische Staatsreligion.[123]
- Solikamsk/Russland: Bei einem Brand im Kalisalzbergwerk in Solikamsk des Unternehmens Uralkali kommen in rund 340 Metern Tiefe neun Bergleute ums Leben. Acht Minenarbeiter konnten gerettet werden.[124]

### Montag, 24. Dezember 2018
- Kabul/Afghanistan: Bei einem Terrorangriff auf zwei Ministerien und weitere Regierungsbüros werden mindestens 44 Menschen getötet und über 24 verletzt. Ein Selbstmordattentäter sprengte sich in einem Auto vor dem Ministerium für öffentliches Bauwesen in die Luft und anschließend stürmten Angreifer das Sozialministerium, töteten zahlreiche Menschen und nahmen Geiseln. 357 Menschen wurden nach stundenlangen Feuergefechten mit den Sicherheitskräften aus den Gebäuden gerettet.[125]
- Puebla/Mexiko: Bei einem Absturz eines Hubschraubers vom Typ AgustaWestland AW109S Grand nahe dem Ort Santa María Coronango kommt die Gouverneurin des zentralen Bundesstaates Puebla, Martha Erika Alonso Hidalgo und ihr Ehemann und früherer Gouverneur Rafael Moreno Valle Rosas ums Leben.[126]

### Dienstag, 25. Dezember 2018
- Damaskus/Syrien: Die Flugabwehr der syrischen Streitkräfte hat nach Angaben der staatlichen Nachrichtenagentur SANA am Abend mehrere „feindliche Ziele“ westlich der Hauptstadt abgeschossen. Es gab mehrere schwere Detonationen nahe Damaskus und nahe dem Luftwaffenstützpunkt in Mezzeh. Medien spekulieren über einen erneuten Angriff der israelischen Luftstreitkräfte.[127] Unterdessen wird im syrischen Bürgerkrieg eine Militäroffensive der türkischen Streitkräfte zusammen mit der Rebellenbewegung Syrische Nationalarmee (vormals 2017 neu gegründete Freie Syrische Armee) und der auf die von den US-amerikanischen Streitkräften geräumten Stadt Manbidsch erwartet. Die Stadt wird derzeit von den von Kurden dominierten Demokratischen Kräfte Syriens kontrolliert. Die syrische Armee soll Soldaten nach Arima westlich von Manbidsch mit Hilfe Russlands verlegt haben.[128]
- Dhaka/Bangladesch: Mindestens 7.021 Funktionäre und Unterstützer der nationalkonservativen Oppositionspartei Bangladesh Nationalist Party (BNP) befinden sich vor der Parlamentswahl am 30. Dezember 2018 in Polizeigewahrsam. Auch die oppositionelle islamistische und für die Wahl nicht zugelassene Bangladesh Jamaat-e-Islami gibt die Festnahme von mehr als 3.500 ihrer Anhänger bekannt.[129]

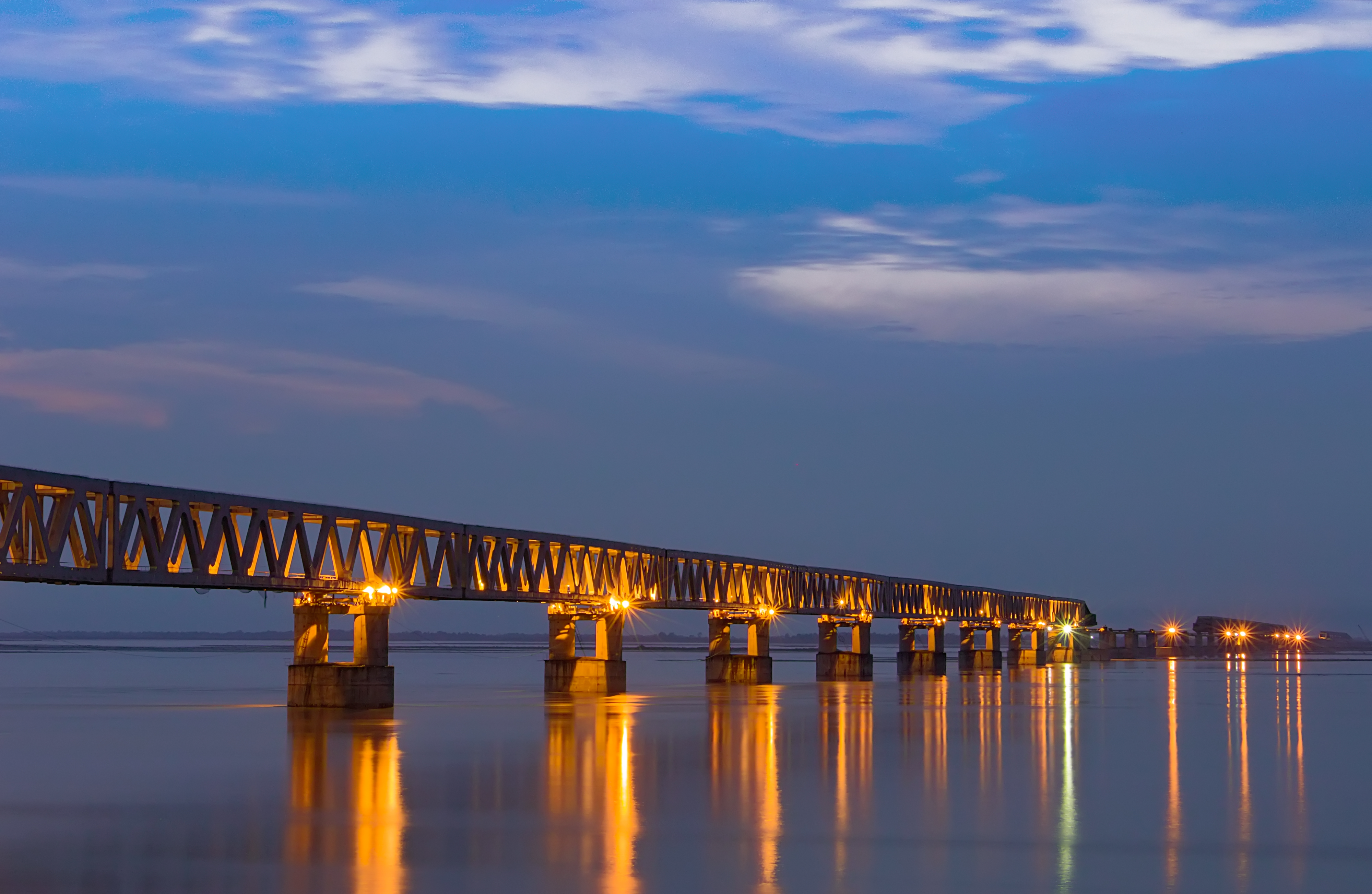
Die Bogibeel-Bridge im indischen Bundesstaat Assam (2016)

- Dhemaji/Indien: Premierminister Narendra Modi eröffnet im Bundesstaat Assam offiziell die längste Straßen- und Eisenbahnbrücke des Landes. Die 4,94 Kilometer lange Bogibeel-Bridge, eine Straßen- und Eisenbahnbrücke mit Baukosten von umgerechnet 740 Millionen Euro verbindet die Städte Dibrugarh und Silapathar über den Fluss Brahmaputra und ist auch von strategischer Bedeutung für den Bundesstaat Arunachal Pradesh an der Grenze zur Volksrepublik China. Die doppelstöckige Brücke ermöglicht auch den Transport von Panzerfahrzeugen und auch die Landung von Kampfflugzeugen. Generalunternehmen an dem 2002 begonnenen Projekt ist die Hindustan Construction Company (HCC).[130]
- Khartum/Sudan: Bei den Protesten gegen die Regierung von Präsident Omar al-Baschir der zum Rücktritt aufgefordert wird, verhindern die Sicherheitskräfte einen Marsch auf den Präsidentenpalast. Seit dem 19. Dezember 2018 kommt es zu zahlreichen Demonstrationen wegen der Wirtschaftslage im Land. Nach Angaben von Amnesty International werden bei Zusammenstößen zwischen Demonstranten und Sicherheitskräften bislang 37 Menschen erschossen.[131]
- Longyan/China: Ein unbekannter 48-jähriger Täter entführt einen Linienbus und fährt in eine Gruppe von Fußgängern, dabei sterben mindestens acht Menschen und 21 weitere werden verletzt.[132]
- Tripolis/Libyen: Bei einem Terrorangriff auf den Amtssitz des libyschen Außenministeriums in Tripolis werden mindestens drei Menschen getötet, darunter der Diplomat Ibrahim al-Schaibi. Mehrere Angreifer zündeten eine Autobombe und nahmen das Gebäude zunächst unter Beschuss, bevor mindestens eine Person in das Gebäude gelangte und sich dort in die Luft sprengte. Ein Attentäter wurde vor dem Ministerium von Sicherheitskräften erschossen, bevor er seinen Sprengsatz zünden konnte.[133]

### Mittwoch, 26. Dezember 2018
- Chan al-Baghdadi/Irak: US-Präsident Donald Trump besucht überraschend die im Rahmen der Operation Inherent Resolve stationierten US-Soldaten auf der Al Asad Airbase nahe Chan al-Baghdadi. Nach Medienberichten sollen auch Soldaten der Spezialeinheit United States Navy SEALs (SEAL Team FIVE) auf der Basis stationiert sein, deren Anwesenheit der US-Präsident offenbar unbewusst öffentlich bekannt machte. Im Anschluss folgte auch ein kurzer Truppenbesuch auf der Ramstein Air Base in Deutschland.[134]

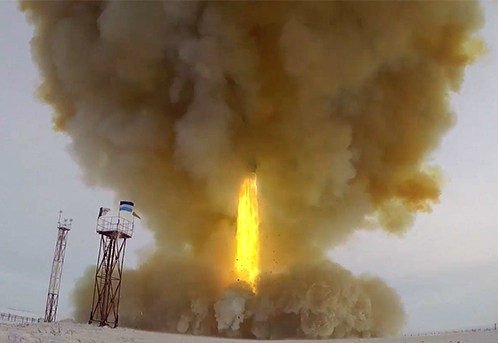
Teststart der russischen Interkontinentalrakete mit dem Hyperschall-Marschgleitkörper Avantgarde

- Kosmodrom Jasny/Russland: Im persönlichen Auftrag von Präsident Wladimir Putin testete das russische Verteidigungsministerium das hypersonische Gleitflugzeug Awangard (Авангард) mit der Interkontinentalrakete UR-100UTTKh (NATO-Codename: SS-19 Stiletto). Die modifizierte Rakete mit 20-facher Überschall-Geschwindigkeit in der Atmosphäre traf erfolgreich das Ziel auf dem Raketentestgelände Kura. Die Hyperschall-Interkontinentalrakete mit nuklear bestückbaren Gefechtsköpfen soll möglicherweise ab 2019 den strategischen Raketentruppen zugeführt werden und nach russischen Angaben bestehende Raketenabwehrsysteme effektiv aushebeln. Zukünftig könnte auch die neue Interkontinentalrakete RS-26 Rubesch als Träger für den Hyperschall-Marschgleitkörper dienen.[135][136] Nach Angaben des Oberbefehlshabers des United States Strategic Command (USSTRATCOM), John E. Hyten gebe es bislang keine Verteidigungsmöglichkeit für solche Waffensysteme.[137][138]
- Damaturu/Nigeria: Bei einem Angriff der islamistischen Boko Haram auf einen Militärkonvoi nahe dem Ort Kukareta im Bundesstaat Yobe werden nach Angaben von Oberst Onyema Nwachukwu mindestens 13 Soldaten und Polizisten der Multi-national Joint Task Force (MNJTF) getötet.[139][140]
- Tianjin/China: Beginn des Prozesses gegen den verhafteten und drei Jahre lang verschwundenen Menschenrechtsanwalt Wang Quanzhang. Nach der bisher bekannt gewordenen Anklage wurden Wang „Subversion der Staatsgewalt“ und Kontakte zum schwedischen Aktivisten Peter Dahlin mit dem Ziel der „Ausbildung feindlicher Kräfte“ vorgeworfen.[141]
- Tokio/Japan: Der Chefkabinettssekretär Yoshihide Suga (LDP) in der Regierung unter Shinzō Abe gibt für  den 30. Juni 2019 den Austritt Japans aus dem Internationalen Übereinkommen zur Regelung des Walfangs (IWC) bekannt und nimmt dann wieder den kommerziellen Walfang von Zwergwale, Seiwale und Brydewale in seinen Gewässern auf.[142]

### Donnerstag, 27. Dezember 2018
- Antananarivo/Madagaskar: Die Wahlkommission gibt das Ergebnis der Stichwahl der Präsidentschaftswahl vom 19. Dezember bekannt. Danach gewann der frühere Präsident Andry Rajoelina mit 55,7 Prozent der Stimmen gegenüber dem Konkurrenten und früheren Präsidenten Marc Ravalomanana mit 44,3 Prozent. Ravalomanana sprach von massivem Wahlbetrug und das Verfassungsgericht hat nun neun Tage Zeit, das Endergebnis zu bestätigen. Der von 2014 bis September 2018 amtierende Präsident Hery Rajaonarimampianina schied mit knapp neun Prozent schon im ersten Wahlgang aus. Sein Amt musste er verfassungsgemäß bereits am 7. September 2018 abgeben.[143]
- Jerusalem/Israel: Der frühere Generalstabschef (Ramatkal) der israelischen Verteidigungsstreitkräfte, Benny Gantz, gründet eine neue politische Partei mit Namen Hosen Leyisrael (übersetzt: Widerstandskraft für Israel) und tritt bei der Parlamentswahl am 9. April 2019 an. Laut ersten Umfragen könnte die Partei nach dem konservativen Likud zweitstärkste Kraft werden.[144][145]
- Leipzig/Deutschland: Der Chaos Computer Club begeht vom 27. Dezember bis zum 30. Dezember 2018 unter dem Namen 35C3 das 35. Vereinstreffen. Es ist die größte Branchenveranstaltung der Nichtregierungsorganisation (NGO) zu Fragen der Computersicherheit in Europa.[146]
- Osaka/Japan: Der japanische Justizminister Takashi Yamashita gibt die Vollstreckung von zwei zum Tode verurteilte Raubmörder im Internierungslager von Osaka bekannt. Die beiden hingerichteten Männer, der 60-jährige Keizo Okamoto (ein ehemaliges Yakuza-Mitglied) und der 67-jährige Hiroya Suemori (ein ehemaliger Investmentberater) waren verurteilt worden, da sie im Januar 1988 zwei Geschäftsleute entführten und um Lösegeld in Höhe von 100 Millionen Yen erpressten. Sie erwürgten beide, gossen die Leichen in Beton und begruben sie in den Bergen. Das Oberste Gericht wies alle Berufungen im September 2004 ab und bestätigte die Todesurteile.[147]

### Freitag, 28. Dezember 2018
- Gizeh/Ägypten: Bei einem Bombenanschlag auf einen Rundreisebus mit vietnamesischen Touristen kommen nahe den Pyramiden drei Vietnamesen und der ägyptische Busfahrer ums Leben. Weitere zehn Touristen und der ägyptische Reiseleiter werden verletzt.[148]

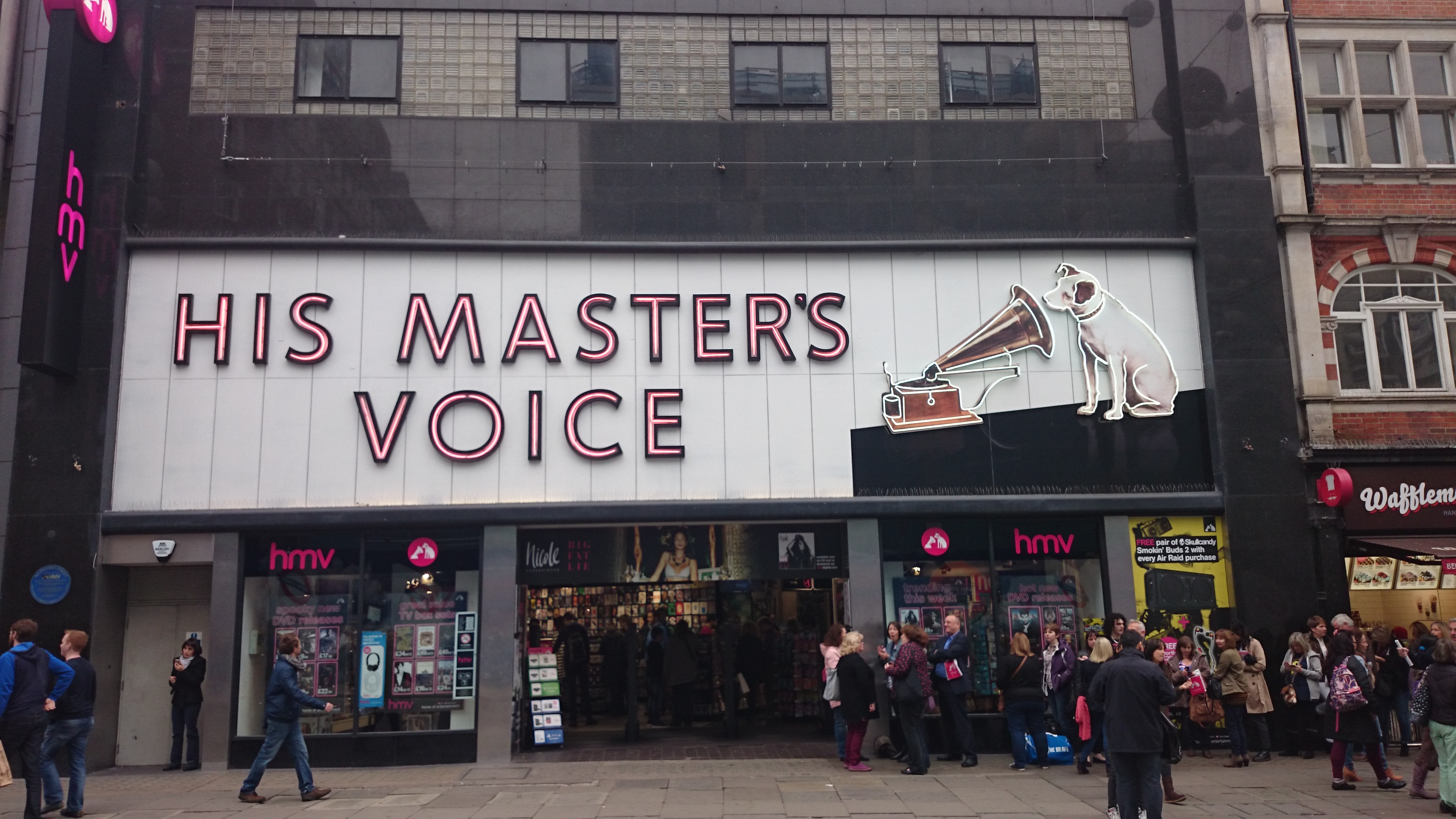
Flagship-Store von HMV im Retro-Design in der Oxford Street in London

- London/Vereinigtes Königreich: Die traditionsreiche britische Musikhandelskette HMV meldet Insolvenz an. 2013 wurde das sanierungsbedürftige Unternehmen durch Hilco Capital übernommen. HMV betreibt zuletzt 125 Filialen und beschäftigt rund 2200 Mitarbeiter. Im Weihnachtsgeschäft soll das Geschäft mit DVDs demnach im Vergleich zum Vorjahr um 30 Prozent zurückgegangen sein.[149]
- Tirana/Albanien: Nach anhaltenden Studentenprotesten gegen Korruption und für niedrigere Studiengebühren führt Premierminister Edi Rama (PS) eine Kabinettsumbildung durch. Sieben von 14 Ministern werden durch neues Personal ersetzt, darunter auch der Minister für Finanzen, Wirtschaft, Arbeit und soziale Wohlfahrt, Arben Ahmetaj durch Anila Denaj, der Minister für Energie und Infrastruktur Damian Gjiknuri durch Belinda Balluku. Der bisherige Außenminister Ditmir Bushati wurde durch Gent Cakaj abgelöst und die bisherige Ministerin für Bildung, Sport und Jugend, Lindita Nikolla durch Besa Shahini.[150]

### Samstag, 29. Dezember 2018
- Kairo/Ägypten: Die ägyptischen Sicherheitskräfte geben bekannt bei zwei Razzien in Madinat as-Sadis min Uktubar (Stadt des 6. Oktober) 14 mutmaßliche Terroristen getötet zu haben sowie 16 weitere Terroristen in einem Wohnbaukomplex westlich von Kairo und 10 weitere Terroristen in al-Arisch im Norden der Sinai-Halbinsel. In den Verstecken seien große Mengen an Munition, Waffen und selbstgebauten Sprengsätzen gefunden worden.[151]

### Sonntag, 30. Dezember 2018
- Dhaka/Bangladesch: Bei der Parlamentswahl (ursprünglich für den 23. Dezember geplant) gewinnt die regierende Awami-Liga von Premierministerin Scheich Hasina Wajed erneut und erreicht 288 Sitze von 300 Sitzen im Parlament. Menschenrechtsorganisationen kritisierten bereits vor der Wahl ein Klima der Angst im Land, in dem Anhänger der Oppositionsparteien vom Wählen abgehalten würden.[152]
- Jilib/Somalia: Spezialkräfte der somalischen Streitkräfte in Kooperation mit dem US Africa Command haben bei Razzien in Jilib 34 Kämpfer der islamistischen Al-Shabaab-Miliz getötet. Darunter sollen sich ein syrischer und libyscher Kämpfer sowie vier Kommandanten befunden haben.[153][154]
- Kinshasa/Demokratische Republik Kongo: Die ursprünglich für den 27. November 2016 geplanten Parlaments- und Präsidentschaftswahlen finden nach mehrmaligem Aufschub statt.[155] Wegen der Ebolafieber-Epidemie sowie der anhaltenden Bedrohung durch Terrorismus sollten in den Städten Beni und Butembo in der östlichen Provinz Nord-Kivu und in der Stadt Yumbi in der westlichen Provinz Mai-Ndombe die Wahlen erst im März 2019 stattfinden.[156]
- Tillabéri/Niger: Die Streitkräfte Nigers haben im Rahmen der Operation Dongo zusammen mit französischen Soldaten, die im Rahmen der Opération Barkhane im Einsatz sind, im Westen des Landes nahe der Grenze zu Mali mindestens 15 mutmaßliche Terroristen getötet und mehrere Waffen und Motorräder sichergestellt.[157]

### Montag, 31. Dezember 2018
- Berlin/Deutschland und Zürich/Schweiz: Der zum US-Medienkonzern Viacom gehörende Fernsehsender VIVA Deutschland, VIVA Austria und VIVA Schweiz, die zuletzt hauptsächlich Musikvideos sendeten, stellten den Sendebetrieb ein.[158]
- London/Vereinigtes Königreich: Über 55 Jahre nach seiner Aufzeichnung wird der vom NDR produzierte Sketch Dinner for One erstmals auch im britischen Fernsehen (Spartensender Sky Arts) gezeigt.
- Magnitogorsk/Russland: Bei einer Gasexplosion in einem 12-stöckigen Plattenbau-Wohnhauses in der Prospekt Karla Marksa (Karl Marx) stürzt ein Gebäudeteil ein.[159] 39 Menschen kommen ums Leben, 35 Wohnungen werden zerstört.[160]
- Paris/Frankreich: Zum Jahresende haben Israel und die Vereinigten Staaten die Organisation der Vereinten Nationen für Bildung, Wissenschaft und Kultur (UNESCO) verlassen.

## Weblinks

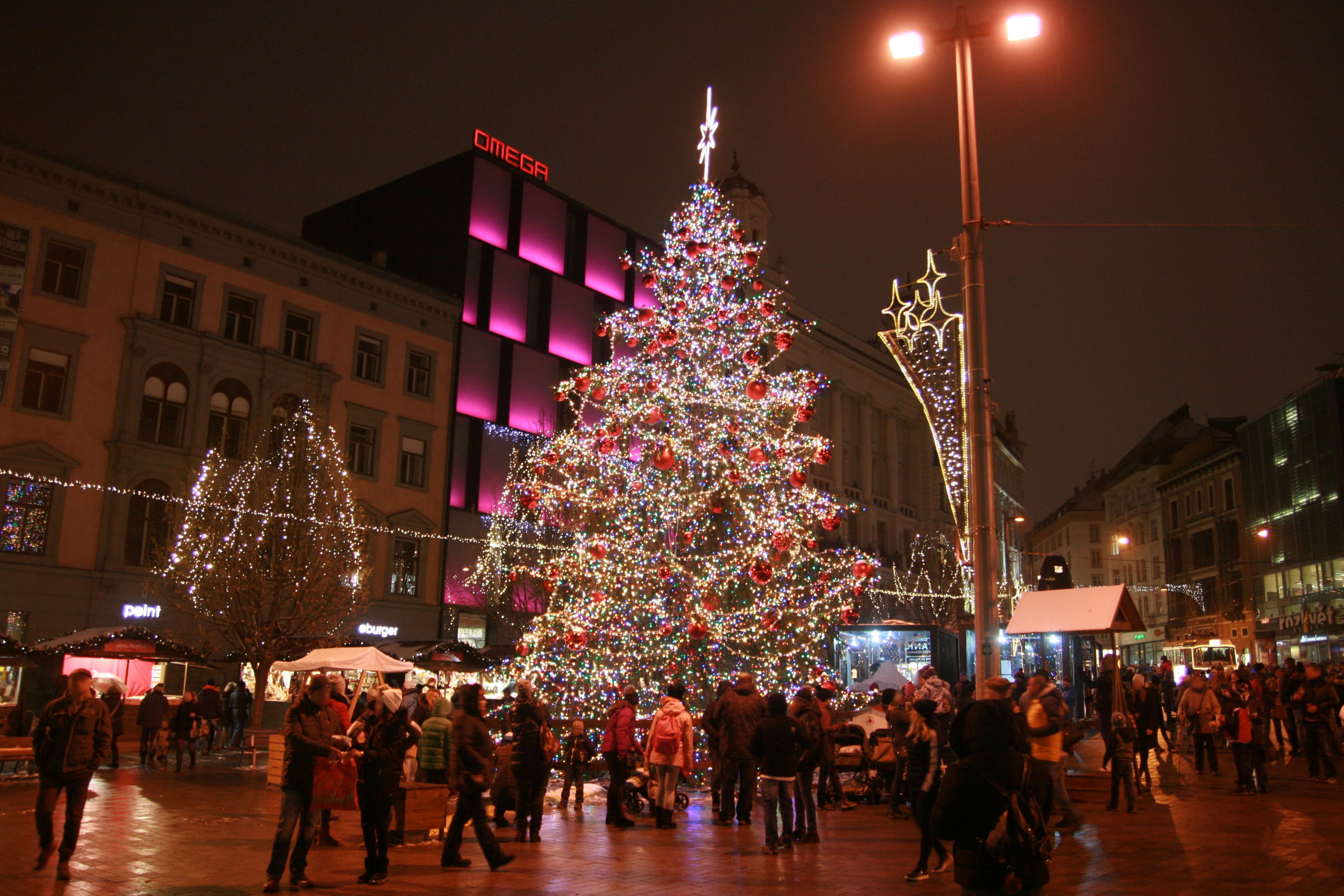
Tschechische Republik im Dezember 2018